# Episodi di Che Dio ci aiuti (ottava stagione)
L'ottava stagione della serie televisiva Che Dio ci aiuti, composta da 20 episodi, viene trasmessa in prima visione e in prima serata Rai 1 dal 27 febbraio al 15 maggio 2025. I primi due episodi sono stati resi disponibili in anteprima su RaiPlay il 25 febbraio 2025.

Logo della stagione

| n° | Titolo                  | Prima TV         |
| -- | ----------------------- | ---------------- |
| 1  | Un nuovo inizio         | 27 febbraio 2025 |
| 2  | Libero arbitrio         | 27 febbraio 2025 |
| 3  | Io ti proteggerò        | 6 marzo 2025     |
| 4  | Smascherati             | 6 marzo 2025     |
| 5  | La vita che vorrei      | 13 marzo 2025    |
| 6  | Madri                   | 13 marzo 2025    |
| 7  | Per te                  | 27 marzo 2025    |
| 8  | Ritorno al futuro       | 27 marzo 2025    |
| 9  | Le favole non esistono  | 3 aprile 2025    |
| 10 | Avanti tutta            | 3 aprile 2025    |
| 11 | Aiutami                 | 10 aprile 2025   |
| 12 | Rewind                  | 10 aprile 2025   |
| 13 | Teniamoci stretti       | 17 aprile 2025   |
| 14 | La via stretta          | 17 aprile 2025   |
| 15 | Fuori dal mondo         | 24 aprile 2025   |
| 16 | Mai abbastanza          | 24 aprile 2025   |
| 17 | Omnia vincit amor       | 1° maggio 2025   |
| 18 | Tra bianco e nero       | 1° maggio 2025   |
| 19 | La seconda della lista  | 15 maggio 2025   |
| 20 | Nella mente e nel cuore | 15 maggio 2025   |

## Un nuovo inizio
- Diretto da: Francesco Vicario
- Scritto da: Elena Bucaccio

### Trama
Azzurra e Suor Angela si trasferiscono a Roma, ma per ragioni diverse: quest'ultima lavorerà in un carcere femminile mentre Azzurra andrà a vivere in una casa-famiglia per ragazze minorenni rivestendo il ruolo di operatrice residente chiamata "La Casa del Sorriso". Lì vive Lorenzo Riva, direttore e psichiatra, il quale condivide La Casa del Sorriso con i figli, la piccola Giulia e il più grande Pietro, quest'ultimo a breve terrà l'esame per entrare nell'arma dei carabinieri. La casa-famiglia ospita due ragazze: Olly Ciaschetti, la quale è distaccata e ossessionata dalle regole, e Cristina Vanzini, che prima viveva nelle case occupate, è incinta di tre mesi (dunque per legge non può più abortire) infatti aspetta un bambino dal fidanzato Matteo, uno spacciatore. Lorenzo non sembra molto entusiasta dell'arrivo di Azzurra, la presenza della giovane suora è per lui solo una formalità visto che gli è stata imposta, preferisce gestire La Casa del Sorriso a modo suo, sono già molte le operatrici residenti che, lavorando lì per un breve periodo, se ne sono andate perché incapaci di andare d'accordo con lui. Suor Angela spiega ad Azzurra che La Casa del Sorriso venne fondata da una congrega di suore, in principio, solo come rifugio per ragazze bisognose di aiuto provenienti dalle periferie romane, ma poi è diventata una casa-famiglia, e ad assumerne la gestione è stata Serena, la moglie di Lorenzo la quale è morta da un anno in un incidente stradale, da allora Lorenzo ha abbandonato la carriera di psichiatra per dirigere La Casa del Sorriso al posto di Serena. Il problema è che Lorenzo non è un uomo paziente, ogni volta che emergono delle difficoltà con le ragazze a cui la casa-famiglia dà ospitalità avvisa il tribunale dei minori e dispone il loro allontanamento, anche per questo motivo i servizi sociali stanno pensando di togliere lo statuto alla casa-famiglia visti i risultati poco incoraggianti. È stata un'idea di Suor Angela quella di mandare Azzurra alla casa-famiglia poiché non ha dubbi che Azzurra possa cambiare le cose in meglio. Lorenzo rivela ad Azzurra che la madre di Cristina era una prostituta, i servizi sociali la allontanarono da lei all'età di sei anni, da allora è fuggita da ogni casa-famiglia che ha provato ad accoglierla, in effetti Lorenzo considerandola un caso perso ha già deciso di disporre l'allontanamento della ragazza. Matteo va a trovare Cristina, le spiega che ha un carico di droga che venderà a breve, con i soldi che guadagnerà potrà lasciare Roma insieme a Cristina e al bambino che aspettano. Azzurra ha origliato la conversazione, il giorno seguente denuncia Matteo alla polizia, il ragazzo viene arrestato e Cristina, sentendosi tradita da Azzurra, scappa via. Quest'ultima sentendo di aver fallito decide di lasciare La Casa del Sorriso, ma poi arriva Suor Angela che le mostra lo sgabuzzino della casa-famiglia rivelandole che in principio era la cappella, quando erano le suore a gestire La Casa del Sorriso. Suor Angela le fa una rivelazione inaspettata: La Casa del Sorriso fu il primo incarico che le venne assegnato dopo la sua vestitura a suora, aveva 25 anni e fu Suor Angela a prendersi cura di Serena, la quale in principio era tra le ragazze adolescenti che il centro di accoglienza aveva aiutato. Azzurra prova a fare un ultimo tentativo, va nelle case occupate dove prima viveva Cristina, e la trova proprio lì, la ragazza ha scoperto che Matteo, qualora fosse riuscito a vendere la droga, con il denaro guadagnato sarebbe scappato senza di lei. Anche se Azzurra è consapevole che Cristina odia La Casa del Sorriso, la convince a tornarci, perché in ogni caso il tribunale dei minori la assegnerebbe a un'altra struttura, Cristina accetta ma mette in chiaro che non vuole tenere il bambino, quando sarà nato lo darà via e lascerà La Casa del Sorriso. Lorenzo riceve la visita di Alessia D'Amico, assistente sociale e sua amica alla quale rivela della fuga di Cristina, purtroppo Alessia la segnalerà al tribunale dei minori, e sicuramente alla casa-famiglia verrà tolto lo statuto. Proprio in quel momento arrivano Azzurra e Cristina le quali mentono: affermano infatti che quella di Cristina non era una fuga, bensì era solo andata dal ginecologo, per adesso La Casa del Sorriso è salva. Alessia però mette in guardia Lorenzo, tra sei mesi faranno un'ispezione, e per ora alla casa-famiglia verrà concessa la possibilità di ospitare solo due ragazze. Pietro si appresta a sostenere l'esame, ma temendo che se lo passasse poi sarebbe costretto a lasciare casa per entrare nell'accademia, decide di rinunciarci, non volendo lasciare Giulia da sola dato che Lorenzo non fa che trascurarla. Una ragazza di nome Alisia va in chiesa e con una candela brucia la foto del proprio fidanzato.
- Special guest star: Elena Sofia Ricci (Suor Angela)
- Altri interpreti: Giorgio Belli (Matteo), Elena Ferrantini (Serena)
- Ascolti: telespettatori 4 339 000 – share 22,30%[1].

## Libero arbitrio
- Diretto da: Francesco Vicario
- Scritto da: Silvia Leuzzi

### Trama
Lorenzo avrebbe preferito che Olly accettasse di andare a vivere con la famiglia affidataria che le era stata assegnata, ma lei lo convince a farla rimanere alla casa-famiglia, a breve compirà 18 anni e andrà via, il tempo di ottenere la borsa di studio all'università e studiare architettura, fondamentalmente lei non causa guai e quindi se rimane a vivere lì la cosa andrà anche a vantaggio di Lorenzo. Azzurra decide di far riconsacrare la cappella nella casa-famiglia, inoltre vorrebbe provare a creare un senso di appartenenza tra coloro che vi abitano ad esempio provando a convincere tutti a cenare e fare colazione insieme, ma né Olly né Cristina sono entusiaste e si rifiutano. Intanto Lorenzo chiede a Cristina di scrivere una presentazione su ciò che lei desidera, in modo da imparare a conoscerla meglio, era una delle idee di Serena, per far sentire le ragazze a loro agio. Azzurra va in chiesa e incontra Alisia che prega la Madonna affinché il suo fidanzato Sandrino muoia temendo che altrimenti sarà lei a fare questa fine, inoltre Azzurra vede che Alisia ha un coltello nella borsa. Azzurra non ritiene giusto che Olly viva nella casa-famiglia dato che così impedisce ipoteticamente a un'altra ragazza più bisognosa di farsi accogliere lì occupando uno dei posti disponibili, ma impara presto a conoscerla meglio e scopre che Olly ha rifiutato cinque famiglie affidatarie e che La Casa del Sorriso la ospita ormai da 10 anni. Azzurra è preoccupata per Alisia, ma non ha idea di dove trovarla, Olly le suggerisce di chiedere a Paola, che lavora in una pasticceria molto frequentata del quartiere e lei infatti le rivela che Alisia va tutti i giorni lì per comprare i maritozzi. Azzurra trova Alisia in chiesa, vede che ha un livido sul volto, capisce che è una ragazza vittima di violenza e Alisia le confida che Sandrino la picchia continuamente. All'inizio Alisia lavorava in un bar, Sandrino la convinse a lasciare il lavoro con la promessa che l'avrebbe mantenuta lui, poi ha allontanato Alisia dalle amiche e dai genitori, non le dà accesso né all'auto né a un conto in banca. Nonostante questo Alisia non ha il coraggio di lasciarlo, essendo vincolata all'amore tossico che la lega a lui, ecco perché prega per la sua morte dato che da sola non trova la forza di separarsi da Sandrino. Cristina è ostile a scrivere la propria presentazione, poi Pietro nota il disagio della ragazza quando Giulia le chiede di aiutarla con i compiti. Pietro parla con Cristina spiegandole che ha capito il problema: lei non sa scrivere, infatti anche se è andata a scuola non era brava nello studio. Pietro decide allora di aiutarla a scriverla. Una mattina Azzurra scopre che Alisia non è andata a comprare i maritozzi e si insospettisce perché praticamente è la sua unica uscita giornaliera, quindi non ci rinuncerebbe mai. Inizia a temere quindi che le sia accaduto qualcosa di brutto. Lorenzo ha trovato l'indirizzo della casa di Sandrino e Alisia, vanno lì e trovano la ragazza con una brutta ferita al fianco destro. Si è procurata la ferita da sola mentre impugnava un coltello e Sandrino l'aveva spintonata, si rifiuta di farsi visitare in ospedale, avendolo già fatto due volte, se riaccadesse capirebbero che è vittima di violenza domestica e Sandrino verrebbe arrestato. Lorenzo medica personalmente Alisia, inutile è il tentativo di Azzurra di farla ragionare, anche se quest'ultima lo denunciasse Alisia difenderebbe Sandrino dichiarando il falso, perché a dispetto di tutto lo ama. Azzurra va via insieme a Lorenzo capendo che non può forzare Alisia a fare una cosa che non vuole, ma tenta di farle capire che Sandrino non fa altro che umiliarla e isolarla e che quello che la lega a lui non è amore. Olly fa una confessione ad Azzurra: erano le famiglie che l'avevano presa in affido che l'avevano allontanata perché non è più una bambina, l'ultima ha preferito prendere in affido un neonato piuttosto che lei. Azzurra sorprende tutti astenendosi dal portare il velo, ha chiesto il permesso alla propria madre superiora, infatti ha capito che Olly e Cristina non si sentono a loro agio in sua compagnia dato che è una suora, ritenendo che per legarsi a loro deve avere con le ragazze un rapporto paritario. La cosa sembra funzionare tanto che per la prima volta tutti fanno colazione insieme, anche se per poco. Cristina scopre che Pietro non ha tenuto l'esame per diventare carabiniere, infatti lui non vuole dirlo a nessuno, ma davanti alle insistenti domande del padre, mente affermando di averlo sostenuto ma di aver ottenuto un punteggio basso, quindi dovrà ripeterlo tra un anno, Lorenzo è visibilmente deluso. Azzurra, che aveva promesso ad Alisia di presentarsi ogni mattina sotto casa sua fino a quando non avrebbe deciso di andare via con lei, mantiene la parola data e quella stessa mattina finalmente Alisa, le chiede di portarla via da lì, mettendo in chiaro che non denuncerà Sandrino, ma allo stesso tempo non vuole più vivere con lui. Azzurra avendo capito che solo La Casa del Sorriso può ospitarla, chiede a Lorenzo di farla vivere con loro, Alisia dormirà con Azzurra e divideranno la stessa stanza. Sorprendentemente Lorenzo accetta, tuttavia per evitare che Sandrino possa trovarla è fondamentale per Alisia cambiare nome finché abiterà nel quartiere. Azzurra le propone il nome Melody. 
- Special guest star: Elena Sofia Ricci (Suor Angela)
- Altri interpreti: Giorgio Belli (Matteo), Elena Ferrantini (Serena)
- Ascolti: telespettatori 3 619 000 – share 23,20%[1].

## Io ti proteggerò
- Diretto da: Francesco Vicario
- Scritto da: Alessandro Zullato

### Trama
La Casa del Sorriso dà ospitalità a Melody anche se quest'ultima non è una ragazza adolescente, intanto Lorenzo esige che Pietro, dato che per il momento non si unirà all'arma dei carabinieri, si trovi un lavoro. Azzurra legge la presentazione di Cristina scoprendo che a lei piace il disegno, la iscrive dunque a un corso online. Lorenzo presenta ad Azzurra un suo conoscente, Corrado, avvocato di uno degli studi legali più prestigiosi di Roma, intanto Rodolfo Moretti, un uomo anziano, si rivolge a Lorenzo: in passato Serena aveva aperto uno sportello di ascolto, gli serve un aiuto legale ma l'avvocato di riferimento da un anno ha smesso di lavorarci. Azzurra propone a Corrado di aiutare Rodolfo pro-bono e seppur con qualche incertezza accetta. Marco, il figlio di Rodolfo, gli ha presentato un'ingiunzione di interdizione, vuole la titolarità sul patrimonio economico del padre, anche se Rodolfo non ne capisce il motivo, dato che ha solo la propria casa, il suo negozio di biciclette e qualche risparmio. Azzurra trova un lavoro a Melody al bar vicino alla casa-famiglia: La Piazzetta, tuttavia la ragazza pur dimostrandosi in un primo momento all'altezza (avendo già lavorato come barista) commette una serie di errori, quando viene colta da alcuni momenti di panico, cosa che non è sfuggita all'attenzione di Lorenzo. Azzurra esorta Lorenzo a contribuire maggiormente al caso di Rodolfo, in fondo lo sportello di ascolto venne aperto da Serena e quindi aiutarlo è un modo per onorarla, effettivamente Marco è cliente della stessa banca di Lorenzo, quest'ultimo seppur irritato accetta, e chiede informazioni scoprendo che Marco ha chiesto un prestito di trecentomila euro per comprare un appartamento, ma gli è stato negato, questo spiegherebbe perché vuole impadronirsi dei soldi di Rodolfo. Marco giura di non comportarsi così per avidità, lui ha già un lavoro e a breve si trasferirà a Milano, l'unico motivo per cui desidera amministrare lui personalmente il denaro del padre è perché ha scoperto che frequenta una donna più giovane e le elargisce delle somme di denaro. Azzurra e Lorenzo si mettono a pedinare Rodolfo e scoprono che effettivamente si vede con una donna più giovane di lui. Cristina non vuole seguire il corso online di disegno e dunque Azzurra, sperando di farle cambiare idea, la costringe in alternativa a svolgere ogni faccenda domestica: pulire, cucinare e occuparsi dell'orto nel giardino. Purtroppo Cristina costringe Pietro a svolgere le mansioni al suo posto, lo ricatta minacciando di raccontare a Lorenzo che non si era presentato all'esame per diventare un carabiniere. Mentre Rodolfo era a La Piazzetta, ha dimenticato la sua agenda, Olly la trova e la consegna a Lorenzo e Azzurra, scoprono che ha annotato l'orario in cui mangiare e l'indirizzo di casa e che assume un farmaco, il donepezil, serve per trattare l'Alzheimer. Lorenzo e Azzurra si mettono a cercarlo, avendo capito che senza l'agenda probabilmente non ricorderà l'indirizzo di casa, fortunatamente lo trovano, Lorenzo ha capito che la donna che pagava lavora come assistente famigliare. Rodolfo vuole solo che Marco vada a Milano e si concentri sulla propria carriera, non vuole che sappia dell'Alzheimer per timore che Marco si prenda cura di lui e rinunci alle proprie ambizioni. Azzurra cerca di fargli capire che se Marco decidesse di prendersi cura del padre anche a scapito della sua carriera, lo farebbe solo per l'amore che prova per il genitore, e una scelta motivata dall'affetto non può essere sbagliata. Cristina si sente in colpa per Pietro, avendolo obbligato a fare le faccende al posto suo gli ha impedito di trovarsi un lavoro nonostante le pretese di Lorenzo, decide quindi di non ricattarlo più. Pietro convince Cristina a seguire quel corso online, ha capito che si sente a disagio dal fatto che Azzurra, essendo per lei una sconosciuta, voglia aiutarla, ma le fa capire che deve smetterla di diffidare sempre delle persone. Lorenzo ha capito che Melody ha paura di lavorare a La Piazzetta perché essendo un bar è un luogo frequentato e c'è la possibilità che Sandrino possa trovarla, è ovvio che non vuole più lavorare lì e la esorta a parlarne con Azzurra. Quest'ultima si scusa con Melody, non avrebbe dovuto trovarle quel lavoro ma la ragazza non è arrabbiata, dato che Azzurra è stata la prima persona dopo tanto tempo che si è preoccupata per lei. Pietro sostituisce Melody come nuovo barista trovandosi così un lavoro, mentre Corrado, dopo aver saputo dell'Alzheimer di Rodolfo, decide di non seguire più il caso perché così non farebbe il suo bene. Corrado organizza un appuntamento tra Marco e Rodolfo e convince quest'ultimo a raccontargli la verità in modo che sia suo figlio a decidere se prendersi cura di lui o meno. Corrado decide di assumersi lui, da ora, la responsabilità di aiutare legalmente coloro che si rivolgeranno allo sportello di ascolto.
- Altri interpreti: Marcello Romolo (Rodolfo Moretti), Valerio Da Silva (Marco Moretti)
- Ascolti: telespettatori 4 033 000 – share 20,45%[2].

## Smascherati
- Diretto da: Francesco Vicario
- Scritto da: Costanza Cerasi

### Trama
Azzurra esce a fare compere e vede una ragazzina di nome Flora litigare con un uomo, colpevole di avergli rubato uno dei suoi braccialetti in vendita. Azzurra protegge Flora e paga il braccialetto, la porta alla casa-famiglia. Alessia fa delle ricerche su Flora e scopre che i suoi genitori sono rom, gestiscono un luna park itinerante, Flora non vuole tornare da loro ma Lorenzo non ha altra scelta dato che la famiglia di Flora non ha precedenti penali. Inizia il corso di disegno online di Cristina, la quale scopre che il suo insegnante si chiama Fabio, è un ragazzo giovane e affascinante, tanto che Pietro è un po' geloso vedendo che Cristina è attratta da lui. Melody riceve un'offerta di lavoro sa Priscilla, la fidanzata di Corrado: già da tempo cercava una donna di servizio quindi lei accetta di lavorare nel loro appartamento. Lorenzo ha difficoltà a gestire bene il poco denaro che La Casa del Sorriso può investire, scopre che è stato fatto a sua insaputa un ordine di acquisto in un sito online di duecento euro. Lorenzo attraverso il sito scopre che i soldi sono stati spesi da Azzurra, ma invece che rimproverarla, si diverte a metterla in difficoltà, con la minaccia di chiamare la polizia, vuole metterla nella posizione di confessare. Lorenzo ha bisogno di una baby sitter per Giulia, quindi Azzurra gli propone di affidare l'incarico a Olly, dato che conosce la bambina da sempre, lei è costretta ad accettare, e Giulia essendo maldestra e poco attenta, le rende l'incarico difficile, dato che ciò è in contrasto col fatto che Olly pretenda disciplina e disposizione. Flora confessa ad Azzurra che è stanca di spostarsi di città in città con la famiglia, lei vorrebbe solo studiare e vivere la vita di una ragazza normale, era lì presente quando Azzurra aveva riportato Cristina alla casa-famiglia, aveva capito che è una persona altruista e quindi aveva rubato quel braccialetto per attirare la sua attenzione sperando che potesse aiutarla. Azzurra la esorta a raccontare ai genitori quali sono i suoi desideri, in effetti discute con loro della situazione e a quanto pare pur di accontentarla decidono di rimanere a Roma. Flora torna a vivere con loro, ma Azzurra scopre che stavano mentendo, sono pronti a rimettersi in viaggio. Azzurra parla con la madre di Flora provando a farle capire che finché la figlia continuerà a stare dietro alla famiglia, portando avanti uno stile di vita che non le piace, non sarà mai felice, devono essere loro a lasciarla perché Flora non avrà mai il coraggio di farlo da sola. Fabio sembra corrispondere l'attrazione che Cristina prova per lui, tuttavia la ragazza si sente a disagio perché, nella loro videochat è solo il volto di Cristina che viene inquadrato, lui non sa che è incinta e lei è consapevole che, se lo scoprisse, perderebbe per Cristina ogni interesse. Melody vorrebbe provare a stringere amicizia con Olly e Cristina, ma loro due non vogliono avere nulla a che fare con lei perché la reputano una ragazza strana, trovano il suo continuo buon umore insopportabile. Melody allora mostra alle due ragazze una cosa: il pigiamino di un bambino, sarebbe stato di suo figlio, era rimasta incinta ma ebbe un aborto spontaneo al terzo mese quando cadde dalle scale. Melody fa capire a entrambe che si sforza di essere allegra perché, in reazione al fatto che la vita è colma di sofferenze, basta un po' di felicità per migliorare le cose. Colpite dalle sue belle parole decidono di entrare in confidenza con lei: Olly ammette che si affida all'ordine e alle proprie manie di controllo perché erano tratti caratteriali del suo defunto padre, in qualche modo comportandosi così ha la sensazione di averlo accanto, per la prima volta le tre ragazze si comportano da amiche. Azzurra fa a tutte loro una sorpresa, i soldi li aveva spesi per comprare alle ragazze dei pigiami coordinati. Flora va da Azzurra abbracciandola, la sua famiglia ha preferito abbandonarla, era per il suo bene, Alessia si occuperà di lei e il tribunale dei minori provvederò a trovarle una sistemazione, la madre potrà continuare a vederla occasionalmente. Azzurra confessa a Lorenzo che i soldi li aveva spesi lei, Lorenzo non è arrabbiato, se voleva fare un regalo alle ragazze lui avrebbe comunque approvato, da quando Serena è morta ha dovuto imparare a gestire i soldi con parsimonia, ma da ora Azzurra non deve più mentirgli, se devono lavorare insieme è indispensabile che Lorenzo possa fidarsi di lei. Alessia, segretamente innamorata di Lorenzo, gli chiede di andare a cena insieme e lui accetta, mentre Pietro non si fa problemi a confessare a Cristina che odia l'idea che a lei possa piacere Fabio, perché non lo reputa il ragazzo adatto a lei. Cristina rimane senza parole, avendo capito che Pietro prova dei sentimenti per lei.
- Altri interpreti: Valentina Corti (Priscilla Proietti), Silvia Pettine (Flora), Lucia Lorè (Lydia), Valerio Marlorni (papà di Flora), Gabriele Loiacono (Jacob), Ivano Chinali (Fabio)
- Ascolti: telespettatori 3 334 000 – share 20,71%[2].

## La vita che vorrei
- Diretto da: Francesco Vicario
- Scritto da: Silvia Leuzzi

### Trama
La Casa del Sorriso ospita per qualche giorno Suor Costanza che, tutta contenta, comunica ad Azzurra di essere stata scelta per incontrare il Papa in persona al Giubileo. Inoltre, ha una novità che riguarda la stessa Azzurra: le è stata concessa l'opportunità di ottenere il ruolo di responsabile per un'impresa missionaria in Perù, volta alla costruzione di case per i poveri, è un incarico che Azzurra desiderava da tempo. Tuttavia non riesce a gioirne, poiché le cose in casa-famiglia iniziavano ad andare meglio e non se la sente di lasciare Lorenzo e le ragazze. Lorenzo riceve la visita di Claudio, un suo vecchio amico dei tempi dell'università, a cui serve un aiuto per suo figlio Niccolò, un ragazzo adolescente che in passato soffriva di attacchi di panico, sembrava che avesse superato quella fase ma stranamente si sono manifestati ancora, vorrebbe che Lorenzo desse un parere professionale. Mentre Claudio parla con Lorenzo, senza farsi notare Niccolò ruba il timbro medico di suo padre sotto lo sguardo di Azzurra, tra l'altro Olly le fa una rivelazione: Niccolò è diventato famoso per un video che è diventato virale dove lui presta aiuto a una donna che era stata aggredita. Ai tempi dell'università tutti prospettavano per Lorenzo una carriera di successo come psichiatra e invece ora dirige semplicemente una casa-famiglia, lui infatti ci tiene ad aiutare Niccolò per riscattarsi agli occhi di Claudio e dimostrargli il proprio valore. Mentre Melody fa le pulizie nell'appartamento di Corrado e Priscilla, arriva un fattorino, lei gli apre la porta e mentre parlava con lui, il gatto di Priscilla scappa. Azzurra e Lorenzo si mettono a pedinare Niccolò fino a Testaccio dove incontra un ragazzo che con prepotenza pretende da lui dei farmaci che Nicolò è costretto a consegnargli, Lorenzo nota che il ragazzo porta una divisa sportiva del Gruppo Canottaggio Trastevere, chiaramente Niccolò aveva rubato il timbro medico di Claudio per acquistare i farmaci da dare a quel ragazzo. Suor Costanza in cucina dimentica il cellulare, quindi Azzurra trovandolo risponde a una telefonata, dove scopre che Suor Costanza non otterrà l'udienza con il Papa, si è trattato di un caso di omonimia. Melody confessa a Corrado che il gatto è fuggito, quindi decidono di non dire niente a Priscilla e quindi si mettono a cercarlo insieme. Azzurra non ha il coraggio di confessare a Suor Costanza del malinteso e che quest'ultima non avrà l'udienza con il Papa avendo constatato quanto per lei sia importante, infatti ormai Suor Costanza è anziana, non può più realizzare molto e a questo punto è fondamentale per lei ottenere un riconoscimento per tutto quello che ha fatto, l'incontro con il Papa rappresenterebbe il coronamento dei propri sforzi. Azzurra telefona a Suor Costanza e, alterando la propria voce, le fa credere che il Papa si è fatto male a causa di un incidente e che non potrà accoglierla all'udienza. Lorenzo fa delle ricerche sul Gruppo Canottaggio Trastevere e scopre che il ragazzo a cui Niccolò aveva dato quei farmaci è un membro della squadra, si chiama Luca Canova, la cosa strana è che la donna che Niccolò aveva soccorso era stata aggredita nel luogo dove si era tenuto un torneo di canottaggio a cui Luca aveva partecipato. Lorenzo guardando il video dove Niccolò aiutava quella donna, nota che effettivamente è stato filmato solo l'istante in cui Niccolò le prestava aiuto dopo l'aggressione, ma non mentre affrontava il malvivente, e il ragazzo appare imbarazzato dai complimenti che riceveva dai passanti. Corrado e Melody scoprono che il gatto si era rifugiato a La Casa del Sorriso, finalmente lo trovano e tutto si risolve, tuttavia Melody fa una confessione a Corrado: invidia Priscilla, perché al contrario di quest'ultima lei non ha una vita soddisfacente, vorrebbe avere anche lei una bella casa e un compagno come Corrado. Fabio vorrebbe conoscere di persona Cristina, ma lei ha paura di come potrebbe giudicarla, gli ha fatto credere di aver frequentato il liceo artistico, ma soprattutto ha evitato di dirgli che è una ragazza incinta, dando per scontato che lui perderebbe ogni interesse nei suoi confronti se sapesse la verità. Mentre Niccolò è a scuola riceve la visita di Azzurra e Lorenzo i quali gli spiegano che ormai hanno capito tutto: era stato Luca ad affrontare il malvivente salvando la donna, Niccolò era lì presente e diede soccorso alla donna dopo che Luca si era allontanato per mettere in fuga il criminale, tutti avevano così equivocato, credendo erroneamente che fosse stato Niccolò a salvarla. Luca decise di reggergli il gioco, ma aveva preteso in cambio del proprio silenzio dei farmaci dopanti, infatti gli attacchi di panico di Niccolò sono il risultato dello stress dovuto ai ricatti di Luca, il problema è che Niccolò non vuole rinunciare alla popolarità che ha conquistato da quando tutti lo hanno additato come un eroe, in contrasto col fatto che prima era praticamente invisibile. Suor Costanza vede il Papa al telegiornale mentre concede udienza all'altra suora che porta il suo stesso nome, capisce ora che Azzurra le aveva mentito per non ferirla. Azzurra le fa capire che non deve coltivare l'errata convinzione che lei non ha ottenuto risultati nella propria vita perché Suor Costanza è stata per molti una figura di riferimento. Niccolò capendo che non può continuare a farsi ricattare, pubblica un video dove confessa la verità, vengono postati sia commenti negativi che positivi, Claudio abbraccia suo figlio, avendo scelto di dire la verità lo ha reso orgoglioso. Lorenzo ha capito che benché La Casa del Sorriso assorba molto del suo tempo, le ragazze che vi abitano hanno bisogno di lui, e in fondo la vita che conduce gli piace così com'è. Cristina confessa a Pietro che Fabio verrà a trovarla, ma non intende rivelargli della gravidanza, cercherà di tenergliela nascosta. Suor Costanza si appresta a lasciare Roma, ma in quel momento l'auto del Papa le passa vicino, e lui la saluta con un cenno della mano e ciò la riempie di gioia.
- Special guest star: Valeria Fabrizi (Suor Costanza)
- Altri interpreti: Massimo Nicolini (Claudio), Pietro Sparvoli (Niccolò), Ivano Chinali (Fabio), Aleandro Falciglia (Luca Canova)
- Ascolti: telespettatori 4 188 000 – share 21,10%[3].

## Madri
- Diretto da: Francesco Vicario
- Scritto da: Matteo Menduni, Silvia Leuzzi

### Trama
Melody propone un corso preparto per Cristina al quale tuttavia lei non è interessata, l'unica cosa che vuole è fare colpo su Fabio che è arrivato a Roma, indosserà dei vestiti pesanti per nascondere la gravidanza. Lorenzo scopre che Azzurra sta prendendo in considerazione la possibilità di partire per il Perù, decide di non confrontarsi con lei dando per scontato che Azzurra voglia partire e infatti non vuole farla sentire in colpa. Alessia si occupa del caso di Emilia, La Casa del Sorriso dovrà ospitarla per pochi giorni. La bambina da quattro anni è stata allontanata dalla madre Giada la quale era una tossica, infatti vive con Alessandra, la mamma affidataria in attesa dell'udienza per riconcedere a Giada l'affidamento di Emilia, tuttavia Giada è stata trovata in possesso di fentanyl e questo ha rimesso in discussione le cose. Infatti Giada rischia di non riavere più la custodia di sua figlia, benché comunque dalle analisi risulta che non abbia fatto uso del farmaco. Azzurra origlia una conversazione tra Alessia e Lorenzo scoprendo che quest'ultimo ha chiesto all'amica di trovargli una nuova operatrice residente che dovrebbe rimpiazzarla, e lei ci rimane male. Fabio e Cristina finalmente si conoscono di persona, i due trascorrono del tempo insieme, tuttavia Azzurra e Lorenzo sono ignari che Cristina non gli abbia detto di essere incinta, grazie all'aiuto di Pietro, Olly e Melody che riescono a coprire l'amica. La Casa del Sorriso assume il giovane Edoardo affinché si occupi di giardinaggio e da subito si rivela attratto da Olly, che però davanti all'interesse del ragazzo nutre disagio. Giada giura ad Azzurra che il fentanyl non era suo, quest'ultima scopre che Alessandra lavora in una farmacia, sospettando che il fentanyl fosse suo e che per non perdere Emilia abbia tentato di incastrare Giada. Alessandra assicura ad Azzurra che lei non c'entra niente con questa storia, pur avendo amato Emilia per quattro anni non ha mai avanzato la pretesa di adottarla ed essendo già preparata all'idea di separarsi da lei non aveva ragione per sabotare Giada. Azzurra affronta Giada pretendendo da lei la verità, Giada ammette che si è ripulita, solo una volta ha abusato di droghe durante la sua riabilitazione e di aver effettivamente acquistato il fentanyl poiché era agitata all'idea di dover affrontare la causa per la custodia di Emilia ma ha resistito alla tentazione e non ne ha fatto uso. Per Azzurra non è sufficiente, cerca di farle capire che non può prendersi cura di Emilia dato che la tentazione di ricadere nell'abuso di droghe continua a farsi strada in lei. Pietro si oppone quando Fabio propone a Cristina il downhill, uno sport rischioso per la gravidanza, ma lei non intende rinunciarci, sa che prima o poi Fabio scoprirà che lei è incinta, ma vuole almeno illudersi di poter avere un po' di normalità al suo fianco. Com'era prevedibile, mentre Cristina è in mountain bike cade dalla bici. Lorenzo e Azzurra vanno da lei in ospedale, si arrabbiano con Fabio ma Pietro prende le sue difese, Cristina non gli aveva detto di aspettare un bambino. Fortunatamente il bambino sta bene a dalle analisi sembrerebbe un maschietto, Cristina ora è costretta a essere sincera con Fabio: non è una ragazza acculturata e aspetta un figlio da uno spacciatore, adesso ha capito che lei e Fabio non possono stare insieme, per stargli accanto ha dovuto fingere di essere quella che non è, mentre Cristina vuole un ragazzo che sappia accettarla e così i due si separano da buoni amici. Finalmente Azzurra e Lorenzo si chiariscono, lui non desidera un'altra operatrice residente e lei non vuole partire per il Perù, sono stati entrambi vittime di un equivoco, Azzurra può rimanere alla casa-famiglia anche perché Lorenzo non vuole che lei se ne vada. Alessia e Lorenzo vanno a cena insieme, quest'ultimo ha capito che lei prova dei sentimenti nei suoi confronti, ma deve chiarire come stanno le cose: non è pronto al momento per una relazione amorosa, Alessia decide di accettarlo senza mettergli fretta. Azzurra non trova più Emilia e va a cercarla con l'aiuto di Cristina. Poco dopo scoprono che è con Giada la quale voleva trascorrere un po' di tempo con la figlia, ma poi la riporta a casa di Alessandra, preferisce che sia quest'ultima a prendersene cura, il tempo di essere sicura che la sua dipendenza da droghe non le crei più problemi in futuro. Edoardo chiede a Olly di uscire con lui, la ragazza accetta, mentre Cristina è ancora decisa a dare il suo bambino in adozione, ma ha capito che per tutto il tempo della gravidanza ha il dovere di proteggerlo e quindi decide di comportarsi in maniera più responsabile. Pietro accetta di buon grado la proposta di Cristina, che gli ha chiesto di accompagnarla al corso preparto e Azzurra, origliando la loro conversazione, li guarda insieme e capisce che si stanno innamorando.
- Altri interpreti: Valentina Corti (Priscilla Proietti), Marilena Anniballi (Giada Trovato), Ester Vinci (Alessandra Cerasi), Elisa Quaranta (Emilia), Ivano Chinali (Fabio), Giuseppe Pallone (Edoardo Cardone)
- Ascolti: telespettatori 3 366 000 – share 21,60%[3]

## Per te
- Diretto da: Francesco Vicario
- Scritto da: Umberto Gnoli

### Trama
Olly e Melody non capiscono per quale ragione Cristina non voglia più stare con Fabio, nonostante tutto quello che hanno fatto per evitare che Fabio scoprisse della gravidanza, l'amica divaga dicendo di aver capito che non era il ragazzo giusto per lei. Contemporaneamente Pietro riceve l'inaspettata visita di Paola, la sua ex ragazza nonché cara amica, così Olly e Melody, accorgendosi che Cristina è gelosa nel vedere Pietro con Paola, capiscono che si è innamorata di lui. Benché Olly avesse accettato di uscire con Edoardo, cerca costantemente pretesti per evitarlo. Alessia va a casa di Nino, un ragazzino che sta seguendo e che vive con la sorella maggiore Silvia, ma capisce che la sorella lo trascura quindi La Casa del Sorriso gli dà ospitalità finché non verrà deciso se revocare la potestà legale a Silvia. Alessia spiega ad Azzurra e Lorenzo che Silvia aveva 19 anni quando persero i genitori, e che la ragazza si è subito messa alla ricerca di un lavoro e ha lottato per avere la custodia di Nino, ma negli ultimi tempi è diventata inaffidabile e inadempiente, tuttavia Nino le vuole bene e non vuole separarsi da lei. Cristina va al corso preparto con Pietro, i due fingono di essere una coppia e risulta evidente che Cristina ama la sua compagnia e odia vederlo con Paola, inoltre lo vede rispondere a una telefonata di una certa Pamela, iniziando a sospettare che lui esca con molte ragazze, perdendo quindi interesse per lui. Pietro confessa a Paola che non si è presentato al concorso perché non aveva il coraggio di lasciare Giulia. Azzurra ormai ha capito che Cristina ama Pietro, ma comprende che Lorenzo ipoteticamente non approverebbe una loro relazione: lui ammette che non sarebbe a favore, le ragazze della casa-famiglia sono problematiche e prima di tutto devono imparare a essere indipendenti, legarsi emotivamente a un ragazzo danneggerebbe il loro percorso di riabilitazione perché i legami affettivi possono creare dipendenza. Azzurra chiede a Silvia di raggiungere La Casa del Sorriso dopo averle detto che Nino sta male, in realtà era solo una bugia e l'ha fatto affinché i due fratelli avessero un confronto. Silvia confessa ad Azzurra che lei vuole molto bene Nino e non vorrebbe mai separarsi da lui, ma suo fratello desidera diventare uno sciatore di livello olimpico (proprio come il defunto padre) ed è stato anche ammesso un'accademia di Torino, ma questo comporterebbe dover viaggiare sempre in tournée e Silvia non riuscirebbe a stargli dietro. L'inaffidabilità di Silvia era un modo di farsi odiare da Nino sperando che fosse lui a volersene andare, così da inseguire le sue ambizioni. Olly confessa a Cristina di non aver mai avuto un ragazzo e per questo motivo l'idea di uscire con Edoardo le crea un forte senso di disagio; Cristina le spiega che se lo desidera è libera di tenere Edoardo a distanza, tuttavia se scegliesse di concedergli una possibilità potrebbe scoprire che è piacevole avere qualcuno al suo fianco e grazie alle parole dell'amica Olly gli concede un appuntamento. Nino e Silvia si riconciliano quando Azzurra, Lorenzo e Alessia propongono alla ragazza un affidamento a distanza, Nino così potrà partecipare alle tournée e quando lui sarà libero dai suoi impegni sportivi Silvia potrà andare a trovarlo. Pietro spiega a Cristina che lei ha equivocato, lui e Paola avevano 15 anni quando la loro relazione finì, lei è semplicemente la sua migliore amica, mentre Pamela è solo la pediatra di Giulia. Lorenzo ascolta la conversazione tra Cristina e Pietro dove scopre che quest'ultimo gli aveva mentito, in realtà non si era nemmeno presentato dal concorso. Questo provoca un grande conflitto tra padre e figlio, ognuno con le sue ragioni: Pietro si arrabbia affermando che non se la sentiva di lasciare Giulia alle cure di Lorenzo il quale, dopo la morte di Serena, non è più stato in grado di dare a Giulia le attenzioni che lei merita. 
- Altri interpreti: Giuseppe Pallone (Edoardo Cardone), Francesca Iasi (Paola), Andrea Bordoli (Nino), Serena Limonta (Silvia)
- Ascolti: telespettatori 4 037 000 – share 20,90%[4].

## Ritorno al futuro
- Diretto da: Francesco Vicario
- Scritto da: Alessandro Zullato

### Trama
C'è una forte aria di tensione alla casa-famiglia a causa di Pietro e Lorenzo che a stento si parlano. Intanto Cristina cerca in tutti i modi di dichiarare il suo amore a Pietro, o anche solo di attirare la sua attenzione, ma non ci riesce. Melody riceve l'inaspettata visita di Sandrino, ma almeno inizialmente la ragazza preferisce stargli lontana. Azzurra e Lorenzo parlano con lui chiarendo che è meglio che non si avvicini a lei, tuttavia Sandrino non intende tornare con Melody ma desidera solo restituirle la sua roba, inoltre dato che l'appartamento è intestato a nome di entrambi porta i moduli per rescindere il contratto d'affitto pregando Lorenzo e Azzurra di farglielo avere e firmare. Sandrino dice di aver ricevuto un'offerta dalla banca presso cui lavora e lascerà Roma per trasferirsi in un'altra città, per questo ci teneva a parlare con Melody per scusarsi del male che le ha fatto, ma dato che lei non lo desidera si rassegna, infatti sta lavorando per risolvere i propri problemi, sta anche frequentando un centro di gestione della rabbia. Melody scopre che Sandrino le ha regalato un rossetto benché, quando stavano insieme, non le permetteva mai di indossarlo e questo la convince che stia veramente provando a cambiare, infatti non vuole denunciarlo, però Azzurra, Corrado e Lorenzo vogliono approfondire la cosa decidendo di svolgere qualche indagine. Edoardo e Olly escono insieme per un appuntamento, ma lei non sa come comportarsi, anche perché Edoardo cerca costantemente il contatto fisico con lei, non sapendo infatti che Olly non lo sopporta. Azzurra e Lorenzo vanno allo Psico Care, la clinica psichiatrica per il controllo della rabbia dove Sandrino ha iniziato il proprio percorso analitico, il terapeuta ammette che ha dato segni di cambiamento e si è impegnato a non voler rintracciare Melody e di desiderare con lei una riconciliazione solo se anche quest'ultima sarà disposta a farlo. Azzurra è sempre più convita che è tutta una manipolazione di Sandrino per riconquistare la sua ex, Corrado effettivamente scopre che Sandrino non lascerà Roma, ha infatti rifiutato l'offerta che gli avevano fatto. Melody decide di parlare con Sandrino: vuole capire perché si era inventato la storia del trasferimento, lui ammette che quando gli avevano offerto quel lavoro era tentato di accettare, ma poi ha cambiato idea perché non voleva perderla, affermando di amarla ancora e di essere convinto che lei lo ricambi, giurandole che ora è un uomo migliore e che desidera da Melody un'altra opportunità. Azzurra fa capire a Lorenzo che dopo la morte di Serena lui ha represso tutto il suo dolore per prendersi cura dei figli e della casa-famiglia, ma così facendo, avendo ignorato la propria sofferenza emotiva, si è allontanato da Pietro. Lorenzo guarda la foto di lui e Serena con i figli, la stringe a sé e si mette a piangere. Cerca una riconciliazione con Pietro, ma lui sembra provare indifferenza nei confronti del padre. Cristina lo convince a essere più indulgente con Lorenzo, anche se quest'ultimo ha i suoi difetti Cristina ha trovato bello da parte sua tentare di appianare le divergenze con il figlio. È arrivato il giorno del primo anniversario della morte di Serena, quindi Lorenzo, Giulia e Pietro fanno un giro in mongolfiera in sua memoria, trascorrendo così una piacevole giornata. Cristina è contenta di aver aiutato Lorenzo e Pietro ad avere un rapporto migliore, ma ci rimane male capendo che quest'ultimo vede in lei solo un'amica. Melody informa Azzurra che tornerà a vivere con Sandrino poiché vuole credere che lui sia cambiato in meglio. Nonostante Azzurra nutra non pochi dubbi, decide di non interferire, temendo che sbaglierebbe a essere così prevenuta verso Sandrino. Melody si appresta a lasciare La Casa del Sorriso, raggiunge Sandrino a La Piazzetta, i due sono pronti a lasciare insieme il quartiere, ma Lorenzo saluta Melody in maniera ambigua, le sorride e con la mano le tocca il viso. Sandrino si arrabbia iniziando a maturare l'idea che Melody e Lorenzo siano amanti, prende la ragazza per il braccio e la insulta davanti a tutti dandole della sgualdrina. A questo punto interviene Corrado che lo allontana da lei, infatti all'insaputa di Azzurra, sia Lorenzo che Corrado avevano architettato questo piano affinché Melody capisse che Sandrino non era cambiato ma che voleva solo manipolarla. Sandrino è costretto ad andarsene, Melody ora ha capito che non vuole più tornare con lui, tuttavia Corrado la esorta a denunciare Sandrino una volta per tutte. Edoardo ritiene che la cosa migliore sia non frequentare più Olly, quest'ultima però ci tiene a uscire ancora con lui, rivelandogli che il motivo per cui la loro uscita è andata male è che lei detesta il contatto fisico. Edoardo è disposto ad accettarlo pur di uscire ancora con lei, promettendole che rispetterà i limiti che lei gli imporrà. Lorenzo e Azzurra tolgono dall'armadio tutti i vestiti di Serena, lui è consapevole che non sarà mai pronto a dimenticarla ma ha capito che è giunto il momento di andare avanti. Tuttavia nell'armadio Lorenzo e Azzurra trovano un'agenda dove Serena annotava i propri appuntamenti con un uomo di nome Dario.
- Altri interpreti: Giuseppe Pallone (Edoardo Cardone), Edoardo Coen (Sandrino Rufo), Edoardo Sani (psicoterapeuta alla Psico Care)
- Ascolti: telespettatori 3 377 000 – share 21,50%[4]

## Le favole non esistono
- Diretto da: Francesco Vicario
- Scritto da: Umberto Gnoli

### Trama
Lorenzo è ossessionato da questo Dario, dando ormai per scontato che Serena lo tradisse e come se non bastasse scopre che prima di morire Serena aveva cambiato il PIN del proprio cellulare, avvalorando così la sua tesi. Contemporaneamente Lorenzo riceve la visita di una sua conoscente, Beatrice Lezzi, venuta in compagnia del fidanzato Giacomo, con cui, nonostante si conoscano da soli sei mesi è prossima al matrimonio. Beatrice ci teneva a presentargli Lorenzo dato che quest'ultimo era un caro amico del suo defunto padre. Azzurra nota che Giacomo, mentre si era allontanato per poco, parla con qualcuno al cellulare con tono di preoccupazione, sia lei che Lorenzo temono che stia nascondendo qualcosa a Beatrice. Cristina sembra aver perso ogni speranza di conquistare Pietro temendo che il fatto di essere incinta sia un ostacolo ingombrante, tuttavia inizia a fantasticare vedendo Pietro aiutarla a crescere il bambino che avrà. Cristina, che per tutto questo tempo aveva mostrato solo indifferenza per il bambino, inizia a prendere in considerazione l'idea di dargli un nome. Lorenzo va da un tecnico il quale sblocca il PIN del cellulare di Serena e si accorge che lei e Dario si sono scambiati venticinque chiamate in un solo mese, trovando anche una loro foto insieme a una festa. Dato che Serena e Alessia erano amiche, chiede a quest'ultima se la moglie avesse un amante. Alessia non sa dargli una risposta ma gli rivela che effettivamente lo sospettava anche lei dato che una volta Serena le chiese di coprirla con Lorenzo senza dirle dove stava andando. Corrado tenta di trovare un po' di tempo per stare con Melody in modo da lavorare a un relazione sulla denuncia contro Sandrino, ma lei cerca scuse per evitarlo. Lorenzo gli fa capire che per lei è difficile rievocare i terribili ricordi legati a Sandrino, ecco perché non vuole collaborare e consiglia a Corrado di provare a essere più un amico che un avvocato per conquistare la sua confidenza. Azzurra e Lorenzo vanno a casa di Giacomo, ma notano una cosa strana: anche se lui è un uomo di successo vive in un quartiere modesto, inoltre lo vedono litigare con una donna. Qualcuno ha forato la ruota dell'auto di Giacomo, inoltre Azzurra lo vede malconcio intuendo che è stato brutalmente picchiato, infatti è evidente che si è messo nei guai. Lorenzo e Azzurra vanno a casa di Beatrice e la trovano triste e sconvolta: Giacomo ha deciso di lasciarla affermando che non è pronto per il matrimonio. Azzurra vede una foto di Beatrice e Giacomo che risale alla sera in cui si sono conosciuti e che ha come sfondo un chiosco di panini chiamato Il Paninofilo. Secondo quanto raccontato da Beatrice, erano andati a una festa e si stavano annoiando, per cui sono andati poi a mangiare insieme al chiosco e fu amore a prima vista. Azzurra ricorda che quando era andata a casa di Giacomo aveva visto un furgone con l'insegna del chiosco, intuendo la verità. Azzurra va a trovare Giacomo spiegandogli che ormai ha capito tutto: lui lavora al chiosco di panini, infatti Giacomo ammette che quella sera Beatrice aveva frainteso credendo che Giacomo fosse tra gli invitati alla festa, per divertirsi la illuse che apparteneva all'alta società, ma poi si è innamorato di lei e ha portato avanti le sue menzogne pur di non perderla, arrivando indebitarsi con della brutta gente. La donna con cui aveva litigato è la sorella, che voleva convincere a vendere metà della sua casa pur di ottenere un po' di soldi. Alla fine Giacomo ha preferito lasciare Beatrice invece che raccontarle la verità, pur ammettendo che i mesi trascorsi con lei siano stati i più belli della sua vita. Azzurra prova tuttavia a convincerlo a dire a Beatrice la verità, anche perché Giacomo non può dare per scontato che lei non lo amerebbe se sapesse che svolge semplicemente un umile lavoro. Lorenzo si rivede in Beatrice, infatti Serena lo tradiva mentre Giacomo prima ha riempito di bugie Beatrice per poi lasciarla, ferendola. Corrado chiede a Melody di insegnargli a fare le faccende domestiche, ma è solo un pretesto per metterla a suo agio, e infatti trascorrendo del tempo con lui finalmente riesce a confidarsi con l'avvocato, rivelandogli le cose brutte che Sandrino le faceva: la prima volta che la picchiò fu quando lei era al telefono con una sua amica, il suo primo ricovero in ospedale a causa delle violenze subite da lui fu perché l'aveva accusata di provare attrazione per un altro uomo. Priscilla, vedendo Corrado in compagnia di Melody, inizia a essere gelosa. Pietro accompagna Cristina a fare un'ecografia di controllo e la dottoressa la informa che le prime analisi erano sbagliate, infatti non aspetta un maschietto, bensì una bambina. Cristina è visibilmente emozionata di saperlo e nonostante sia ancora convinta di non volerla tenere, ammette che è felice che quella che darà alla luce sarà una femminuccia e allo stesso tempo smette di fantasticare sul bambino che avrebbe avuto. Giacomo vede il tovagliolo su cui Beatrice gli scrisse il suo numero di telefono quando si conobbero, capisce che non può rinunciare a lei e le racconta la verità. Giacomo e Beatrice vanno a trovare Azzurra e Lorenzo alla casa-famiglia: hanno deciso per ora di non sposarsi, desiderano però dare al loro amore un'altra opportunità, Beatrice riconosce di aver commesso anche lei i suoi errori, aveva idealizzato Giacomo e così ha creduto più facilmente alle sue bugie, ma adesso sia lei che Giacomo vogliono imparare a conoscersi meglio. Ora che Lorenzo non ha più dubbi sulle infedeltà di Serena, inizia ad avvicinarsi ad Alessia, arrivando anche a stracciare il disegno di lui e Serena che Giulia aveva fatto, Azzurra vedendo il foglio stropicciato capisce quanto Lorenzo stia soffrendo.
- Altri interpreti: Valentina Corti (Priscilla Proietti), Giuseppe Pallone (Edoardo Cardone), Anna Bisciari (Beatrice Lezzi), Giacomo Stallone (Giacomo)
- Ascolti: telespettatori 4 319 000 – share 22,80%[5].

## Avanti tutta
- Diretto da: Francesco Vicario
- Scritto da: Silvia Leuzzi

### Trama
Antonio, il padre di Edoardo, confessa ad Azzurra e Lorenzo che teme che il figlio gli abbia rubato dei soldi. Lorenzo rivela ad Azzurra che in passato la famiglia di Edoardo passò un brutto memento: aveva una sorella di nome Martina, che aveva dei problemi di tossicodipendenza e che morì a 19 anni per overdose. Lorenzo ottiene un riconoscimento per il suo lavoro, il Premio Kraepelin, ed è libero di portare la sua famiglia alla premiazione. Dato che Lorenzo e Alessia si frequentano, egli estende l'invito anche per lei, Pietro e Giulia accettano senza problemi il fatto che Lorenzo abbia iniziato a uscire con Alessia. Azzurra scopre da Olly che Edoardo lavora in una pizzeria chiamata Il Riscatto e vede che il proprietario, Livio, viene arrestato dalla polizia per detenzione di droga. Infatti in passato Livio era uno spacciatore, ma la cosa strana è che aveva smesso di vendere droga dato che da un po' stava conducendo una vita onesta. Pietro chiede a Cristina di aiutarlo a scegliere un vestito per la premiazione di Lorenzo, lei lo porta per negozi e lo aiuta a trovare un abito elegante a un buon prezzo. Pietro le regala una collana e lei accetta con gioia il suo invito alla premiazione. Melody racconta a Corrado quanto fosse triste la vita con Sandrino, non le permetteva di avere soldi su un proprio conto bancario, né avere dei profili social o di guidare, la costringeva a vivere in isolamento. Dato che da tanto tempo Melody non guida, Corrado le dà delle lezioni cosa di cui Priscilla è decisamente infastidita dato che Corrado passa sempre più tempo con Melody. Quando Antonio rivela ad Azzurra che era Livio lo spacciatore che aveva venduto a Martina la droga, portandola alla morte, lei capisce tutto. Mentre Edoardo è davanti alla tomba di Martina viene raggiunto da Azzurra, che ha capito che i soldi gli servivano per comprare la droga e far credere alla polizia che fosse di Livio e voleva mandarlo in prigione ritenendolo il solo modo per fare giustizia. Azzurra cerca di convincerlo a lasciarsi alle spalle la rabbia che prova, Olly chiede a Edoardo di raggiungerla alla casa-famiglia, sa quello che ha fatto ma non intende rimproverarlo, vuole solo che Edoardo si confidi con lei. In effetti il ragazzo, mettendo a nudo i suoi problemi con Olly, inizia a sentirsi meglio e a ritrovare la propria serenità. Lorenzo va alla premiazione accompagnato da Pietro, Alessia, Giulia e Cristina, quest'ultima però ci rimane male quando Pietro, davanti a un conoscente, la presenta soltanto con un'amica. Lorenzo, a fine serata, bacia Alessia, mentre Cristina, il giorno seguente, restituisce a Pietro la collana, e con rabbia afferma che loro due non sono amici, ma solo due persone che vivono sotto lo stesso tetto. Edoardo confessa a suo padre di aver incastrato Livio e di aver raccontato tutto alla polizia, essendo minorenne non ci sarà contro di lui nessuna accusa, ma dovrà svolgere dei lavori socialmente utili. Azzurra non ritiene che Lorenzo stia facendo la cosa giusta a frequentare Alessia, avendo capito che lui si sta solo illudendo di poter dimenticare Serena e il suo tradimento.
- Altri interpreti: Valentina Corti (Priscilla Proietti), Ettore Belmondo (Antonio Cardone), Giuseppe Pallone (Edoardo Cardone), Lorenzo De Santis (collega di Edoardo)
- Ascolti: telespettatori 3 679 000 – share 24,40%[5].

## Aiutami
- Diretto da: Francesco Vicario
- Scritto da: Mario Ruggeri

### Trama
Azzurra accompagna Lorenzo in ospedale dato che Alessia vuole una sua opinione: un bambino di nome Filippo è stato ricoverato per un brutto colpo alla testa, già altre volte negli ultimi mesi Filippo è stato ricoverato con evidenti segni di violenza, teme infatti che si tratti di un caso di maltrattamento di minore. Azzurra scopre che Filippo ha una sorella maggiore, Fiore, bambina sorda dalla nascita e vede inoltre che la madre Federica ha un livido, come se non bastasse nota che il padre Simone tratta Fiore con eccessiva severità. Filippo afferma di aver avuto un incidente in bicicletta, ma Lorenzo non gli crede. In ospedale Azzurra vede Dario Veltri, colui che si presume fosse l'amante di Serena, ma preferisce non dirlo a Lorenzo. Priscilla licenzia Melody la quale, dopo aver visto uno degli abiti di Priscilla, non ha resistito alla tentazione di provarselo, ma questo non è il solo motivo: le sono spariti degli orecchini e non ha dubbi che sia stata a lei a rubarglieli. Intanto Pietro a La Piazzetta, vede Cristina in compagnia di un uomo di nome Maurizio, il quale vuole pagarla dandole appuntamento in un albergo. Pietro teme che voglia prostituirsi, quindi lo riferisce ad Azzurra, che pretende una spiegazione da Cristina la quale le spiega l'equivoco: Maurizio gestisce un hotel e vuole assumerla per dipingere le pareti delle suite. Azzurra però mente a Pietro facendogli credere che Maurizio sia solo un corteggiatore di Cristina, lo vuole far ingelosire affinché lui ammetta che ne è innamorato. Lorenzo e Azzurra vanno a casa di Simone, proprio lì Lorenzo vedendo i giocattoli di Fiore nota dei graffi su un mobile, inoltre alcuni dei giocattoli sono rotti, come se qualcuno li avesse distrutti. Azzurra nota che Olly sta facendo dei progressi con Edoardo, infatti li vede baciarsi, apparentemente sembra che la ragazza stia superando la sua paura del contatto fisico, ma poi Azzurra scopre che lei acconsente che Edoardo la baci per un limite massimo di pochi secondi. Azzurra è convinta che Simone sia un padre e un marito violento, Alessia va alla casa-famiglia informando Azzurra e Lorenzo che Simone verrà segnalato al tribunale dei minori, probabilmente verrà allontanato dalla moglie e dai figli. Quando Alessia va via, Lorenzo spiega ad Azzurra che l'allontanamento di Simone dalla famiglia potrebbe non essere una buona soluzione, infatti Lorenzo teme che non sia stato Simone a far del male a Filippo. Corrado prova a cercare gli orecchini di Priscilla insieme a Melody nell'appartamento, e infatti li trovano nell'abito che lei aveva provato, erano dentro a una delle tasche. Pietro va nella suite dell'albergo dove Cristina era in compagnia di Maurizio, sfonda la porta solo per scoprire che tra loro due non stava succedendo niente. Dato che Pietro ha rovinato la porta della suite, Maurizio decide di non assumere Cristina. Azzurra e Lorenzo vanno a parlare con Simone e Federica spiegando ai due che il tribunale prenderà dei provvedimenti, è evidente che nascondono qualcosa ma non vogliono parlare. Azzurra nota che anche Simone ha un livido, a quel punto Lorenzo capisce che è stata Fiore e che i suoi genitori la stanno solo coprendo: infatti la bambina soffre del disturbo esplosivo intermittente che si manifesta durante l'adolescenza, chi ne soffre non sa dosare la propria emotività, tanto che manifesta comportamenti violenti. Lorenzo aveva iniziato a sospettarlo quando aveva visto i giocattoli rotti e i graffi sul mobile, è stata lei a colpire il fratello Filippo alla testa. Simone è disperato, non intende confessare nulla, lui teme che se si venisse a sapere dei problemi di Fiore ciò le precluderebbe la possibilità di vivere una vita normale. Azzurra tenta di fargli comprendere che, anche se lui e Federica ce la metteranno tutta per garantire una stabilità alla famiglia, da soli non saranno capaci di gestire il problema e che devono avere il coraggio di chiedere aiuto. Corrado scopre che è stata Priscilla a mettere gli orecchini nella tasca del proprio vestito, volendo far ricadere la colpa su Melody in quanto ha capito che Corrado si è innamorato di lei. Pietro chiede ad Azzurra per quale ragione gli avesse mentito, lei ammette che desiderava soltanto che Pietro si confrontasse con i sentimenti che prova per Cristina. La Casa del Sorriso ha delle regole, e infatti essendo Pietro il figlio del direttore non può legarsi sentimentalmente a una ragazza a cui la casa-famiglia dà ospitalità, tuttavia Azzurra tenta di fargli capire che deve seguire il cuore, e non le regole. Dato che Cristina ha perso il lavoro per colpa di Azzurra, quest'ultima per scusarsi la pagherà per dipingere la cappella della casa-famiglia. Simone e Federica hanno cambiato idea, raccontano la verità ad Alessia, da adesso Fiore verrà seguita da degli specialisti. Edoardo fa una sorpresa a Olly portandola al mare, ma lei non sentendosi a proprio agio torna alla casa-famiglia, successivamente riceve la visita di Edoardo il quale ritiene che la cosa migliore è porre fine alla loro relazione, tuttavia non è arrabbiato con lei, sa che si è sforzata, ma il fatto che non le piaccia trascorrere del tempo con Edoardo o anche solo baciarlo per troppi secondi è la conferma che lei non corrisponde il suo amore. Azzurra fa capire a Olly che quando incontrerà il ragazzo giusto per lei lo riconoscerà quando smetterà di chiedersi quanto deve durare un bacio. Azzurra torna in ospedale in quanto vuole capire in che rapporti erano Serena e Dario, tuttavia la verità è assai più amara di quanto di aspettasse: scopre infatti che quest'ultimo è primario del reparto di oncologia e deduce che Serena fosse una sua paziente.
- Altri interpreti: Valentina Corti (Priscilla Proietti), Giuseppe Pallone (Edoardo Cardone), Diana Palombi (Fiore), Viviana Colais (Federica), Valerio Di Benedetto (Simone), Mattia Barcaro (Filippo), Claudio Crisafulli (Dario Veltri), Marco Cevoli (Maurizio)
- Ascolti: telespettatori 4 284 000 – share 21,80%[6].

## Rewind
- Diretto da: Francesco Vicario
- Scritto da: Alessandro Zullato

### Trama
Dopo aver lasciato Priscilla, La Casa del Sorriso ospita Corrado per pochi giorni. Intanto Azzurra segue Cristina vedendola incamminarsi in brutti quartieri, inoltre l'aveva vista nell'ufficio di Lorenzo che prendeva la morfologica dal proprio fascicolo. Chiede un consiglio a Olly che fa allarmare Azzurra, in quanto insinua che probabilmente Cristina abbia intenzione di vendere la bambina e che l'ecografia serva a provare che sta bene, ignorando che la ragazza di cui parlava Azzurra fosse proprio la sua amica. Dato che Giulia vorrebbe una casetta nel giardino, Olly aiuta la bambina a costruirne una. Giulia è sorpresa nel vedere Olly lavorare così bene, chiedendole se per caso ne avesse già costruita una in passato. Alessia segnala a Lorenzo l'evasione di Matteo, che è scappato dopo che gli era stato concesso un permesso d'uscita. Quando Lorenzo lo rivela ad Azzurra, quest'ultima capisce che Cristina lo stava nascondendo nella casa-famiglia, perquisisce la sua stanza e trova del denaro in contanti. Pietro rivela a Cristina che Matteo è evaso, lei a quel punto capisce che Matteo l'ha ingannata, scopre inoltre che ha lasciato La Casa del Sorriso. Azzurra vuole da lei delle spiegazioni, Cristina non nega che lo aveva tenuto nascosto, tuttavia Matteo le aveva mentito, facendole credere che stava scappando da della brutta gente che voleva fargli del male, ma in realtà stava fuggendo dalla polizia. Cristina era andata in quei brutti quartieri a ritirare dei soldi per lui e aveva preso l'ecografia perché desiderava farla vedere a Matteo. Cristina parla con Azzurra e Lorenzo affermando che non ha idea di dove Matteo possa essere, ma poi si scopre che stava mentendo, infatti intuendo dove fosse andato, va da lui, e si arrabbia con Matteo per averle mentito. Matteo aveva bisogno di quei soldi per comprare dei documenti falsi, le giura comunque che non avrebbe mai abbandonato Cristina e la bambina, infatti a prova della sua buona fede ha acquistato dei documenti falsi anche per lei, proponendole di scappare insieme. Cristina si rifiuta, afferma di essere cambiata e di non voler scappare più, ma Matteo è della convinzione che lei si stia solo illudendo, fondamentalmente quella che conduce alla casa-famiglia è una vita circoscritta in un ambiente sicuro, ma aggiunge che non potrà mai diventare una persona diversa. Azzurra confessa a Lorenzo che Serena non lo tradiva ma era malata di tumore e Dario era solo il suo oncologo, Pietro senza volerlo ascolta la conversazione. Quando Cristina gli rivela che aveva nascosto Matteo alla casa-famiglia Pietro reagisce malissimo (chiaramente sta solo sfogando la sua rabbia contro di lei per aver scoperto del tumore di Serena) e l'accusa di essere una sconsiderata senza speranze. Cristina, dopo il litigio con Pietro, decide di lasciare La Casa del Sorriso ritenendo che lui abbia ragione a giudicarla male. Azzurra parla con lei, facendole capire che è normale che debba confrontarsi con il proprio passato in quanto è parte di lei, ma che Cristina è una persona diversa da Matteo. Cristina le confessa che aveva mentito perché sapeva dove trovare Matteo, cosa che Azzurra aveva capito fin dall'inizio e le promette che se vorrà il suo aiuto Azzurra la riaccoglierà sempre. Olly risveglia un ricordo della propria infanzia che aveva rimosso: quando era piccola aveva costruito con suo padre una casetta nel loro giardino. Lorenzo le spiega che i ricordi rimossi possono essere risvegliati tramite alcuni stimoli, non escludendo che Olly possa risvegliarne altri col tempo. Cristina si appresta a lasciare La Casa del Sorriso per scappare con Matteo, ma poi cambia idea e decide di rimanere con grande gioia di Lorenzo e Azzurra e per la prima volta decide di fare un tentativo per imparare a essere una persona migliore.
- Altri interpreti: Giorgio Belli (Matteo), Raffaele Proietti (Carlo Ciaschetti), Francesca Romana Pellegrini (Olly da piccola)
- Ascolti: telespettatori 3 748 000 – share 23,60%[6].

## Teniamoci stretti
- Diretto da: Francesco Vicario
- Scritto da: Anna Bottino

### Trama
La Questura ha dovuto segnalare che Cristina aveva aiutato Matteo a nascondersi e il Tribunale dei minori affida ad Alessia l'incarico di redigere un rapporto su come La Casa del Sorriso viene gestita, in quanto la casa-famiglia rischia di perdere l'abilitazione. Francesco, un amichetto di Giulia, va a giocare con lei e confessa ad Azzurra che teme un probabile divorzio dei suoi genitori, Alex e Fabiana. Azzurra va a trovarli nella loro casa e scopre che Fabiana è incinta, lei e Alex già da tempo volevano un altro bambino. Alessia fa delle domande a Melody e Olly le quali spendono belle parole su Azzurra, tuttavia Alessia dal modo in cui parlano di lei teme che Azzurra usi metodi poco convenzionali oltre al fatto che probabilmente è troppo immatura, inoltre non le piace che Azzurra e Lorenzo si lascino coinvolgere in problemi che non riguardano La Casa del Sorriso. Azzurra chiede a Suor Angela qualcosa sul tumore di Serena, in effetti Suor Angela sapeva che era malata, a quel punto Azzurra confessa a Lorenzo quello che ha saputo da Suor Angela: anche se era malata Serena non voleva rinunciare a prendersi cura della casa-famiglia, per questo motivo non aveva detto al marito della sua malattia, poiché non voleva che la spingesse a rallentare con il suo lavoro, oltre al fatto che non voleva farlo preoccupare. Azzurra e Lorenzo accompagnano a scuola Giulia, lì incontrano Alex il quale confessa ai due che teme che Fabiana lo abbia tradito e che il bambino che aspetta non sia suo, oltre al fatto che da tempo non prende le vitamine. Lorenzo, anche se non sapeva che Serena fosse malata di tumore, ricorda che benché lei avesse il sistema immunitario molto basso, poco prima della sua morte aveva smesso di assumere le sue vitamine e capisce che non poteva farlo a causa della terapia che stava seguendo per combattere il tumore. Lorenzo e Azzurra intuiscono che anche Fabiana ha un tumore, vanno a casa sua e ne parlano con lei, infatti ammette che quando aveva scoperto di essere incinta le avevano diagnosticato il tumore, per ora non se la sente di sottoporsi a una terapia perché non vuole mettere in pericolo la gravidanza ma non vuole raccontare niente ad Alex poiché preferisce gestire la cosa da sola. Lorenzo le fa capire che sta sbagliando, rivelandole che anche Serena gli aveva nascosto che era malata di tumore e che si è sentito tradito dal fatto che non lo abbia coinvolto preferendo escluderlo dal problema. Cristina si sente affranta perché le persone nel quartiere parlano male di lei dato che aveva aiutato Matteo a fuggire dalla polizia, Pietro le è ostile accusandola di essere una ragazza egoista che non pensa alle conseguenze di ciò che fa, inoltre sente Olly e Melody discutere della casa-famiglia e della loro paura è che per colpa di ciò che ha fatto Cristina, La Casa del Sorriso perda l'abilitazione. Alessia decide di fare qualche domanda a Cristina su Azzurra, ma la ragazza scappa. Alessia fa ascoltare a Lorenzo il messaggio vocale che Cristina le ha lasciato dove spiega che ha abbandonato La Casa del Sorriso perché è un posto dove le ragazze bisognose di aiuto possono trovare un rifugio e non vuole che chiuda per un suo errore, ritenendo che andarsene sia l'unico modo per salvare la casa-famiglia. Alessia rimane sconcertata constatando che Lorenzo, invece che segnalare al giudice la fuga di Cristina, preferisca andare a cercarla per riportarla indietro, quando anche Pietro e Azzurra scoprono che è scappata, vanno tutti alle case occupate dove prima viveva. Lì Lorenzo le chiede di tornare facendole capire che La Casa del Sorriso è casa sua e chi la abita la sua famiglia, e di aver capito che Cristina è cambiata perché, credendo di aver danneggiato La Casa del Sorriso, è andata via pensando di poter fare la cosa giusta per attenuare il danno, ma in ogni caso lei è solo una ragazza adolescente ed è giusto che commetta degli sbagli. Cristina, sentendo le sue belle parole, torna alla casa-famiglia. Pietro confessa a Cristina che era arrabbiato con lei perché credeva erroneamente che Cristina volesse tornare con Matteo, infine i due si baciano e finalmente si mettono insieme. Olly ha capito che a Melody piace Corrado e spinge l'amica a confessare i suoi sentimenti. Corrado però deve assentarsi per un po' di giorni per lavoro e le promette che quando sarebbe tornato l'avrebbe portata a cena fuori. Melody riceve l'inaspettata visita di Priscilla la quale le consegna la busta-paga per i lavori svolti, la mette comunque in guardia: anche se lei e Corrado dovessero diventare una coppia, sarà comunque una relazione di breve durata. Fabiana va a trovare Lorenzo e Azzurra alla casa-famiglia insieme a Francesco e Alex informandoli che ha raccontato tutta la verità, ora ha capito che stava sbagliando a nascondere tutto alla famiglia, da adesso i loro problemi li affronteranno insieme. Pietro e Lorenzo hanno capito che Serena non ha voluto raccontare alla famiglia del tumore perché desiderava proteggerli, ha sbagliato ma in una famiglia si commettono anche degli errori e finalmente trovano la forza di perdonarla. Alessia spiega a Lorenzo che per ora il giudice non ha preso una decisione in merito alla casa-famiglia, tuttavia ritiene giusto chiudere la loro relazione, lei vuole un uomo che sappia amarla con passione, ma lui è ancora ossessionato dalla figura di Serena. Inoltre Alessia esprime un'opinione su Azzurra: lei non è la persona adatta ad aiutarlo nella gestione della casa-famiglia. Lorenzo è consapevole che Alessia abbia ragione: loro due non possono stare insieme e accetta che la loro relazione sia giunta al termine, ma è convinto che su Azzurra si sia sbagliata affermando che La Casa del Sorriso è diventata una famiglia solo grazie a lei. 
- Altri interpreti: Valentina Corti (Priscilla Proietti) Silvia Benvenuto (Fabiana), Ivan Zerbinati (Alex), Paolo Calvano (Francesco)
- Ascolti: telespettatori 3 827 000 – share 20,90%[7].

## La via stretta
- Diretto da: Francesco Vicario
- Scritto da: Costanza Cerasi

### Trama
Olly inizia delle sedute di psicoterapia con Lorenzo in quanto desidera sbloccare altri ricordi inerenti a suo padre. Intanto Azzurra e Lorenzo conoscono Anita, la nonna di Nicola, il giovane aiutante di Alberto (l'idraulico che sta svolgendo dei lavori alla casa-famiglia). L'anziana donna ha ricevuto un furto da due truffatori che le avevano fatto credere che Nicola fosse in pericolo a causa di un incidente e che servissero dei soldi urgentemente per l'operazione, infatti ha dato ai due dei contanti e una collana di perle, apparteneva alla defunta figlia (la madre di Nicola), morta insieme al marito in un incidente stradale. Anita ricorda che uno dei due imbroglioni aveva una ragnatela tatuata sul collo. Anche se Nicola afferma di voler subito andare dalla polizia per la denuncia, Azzurra origlia una sua conversazione al cellulare scoprendo che invece vuole dirigersi a un bar. Azzurra si inizia a pedinarlo con Lorenzo e lo vedono in compagnia di due uomini, uno di loro ha il tatuaggio della ragnatela sul collo: capiscono che i truffatori sono complici di Nicola e che il ragazzo ha imbrogliato la nonna. Azzurra, Melody e Olly scoprono che Pietro e Cristina sono una coppia. I due ragazzi intendono dirlo a Lorenzo, tanto che Cristina pur di apparire in una luce migliore agli occhi del padre del suo fidanzato, inizia a essere servizievole e gentile con Lorenzo, al punto che quest'ultimo finisce con l'equivocare, credendo che Cristina abbia una cotta per lui a causa di un transfert. Lorenzo è della convinzione che la cosa migliore sia denunciare Nicola, ma quest'ultimo restituisce la collana di perle alla nonna, facendole credere che la polizia è riuscita a ritrovarla. Azzurra ha capito che Nicola vuole bene alla nonna, ma desidera sapere perché i suoi amici l'avevano derubata. Lui le confessa che aveva iniziato a stringere amicizia con quella gente prima di scoprire che erano dei delinquenti, lo convinsero a essere loro complice in un furto di cui si pentì subito e decise di allontanarsi da loro. Dato che erano arrabbiati per il fatto che Nicola non volesse più far parte del loro gruppo, hanno truffato Anita, in effetti è solo la consapevolezza che anche lui verrebbe incriminato se li denunciasse che gli impedisce di raccontare tutto alla polizia. Anita va alla casa-famiglia per informare Lorenzo e Azzurra che Nicola le ha raccontato la verità, inoltre ha denunciato i truffatori al commissariato, anche Nicola dovrà affrontare un processo, e Anita ha venduto la collana, con i soldi pagherà un avvocato che difenda Nicola. L'episodio si conclude con Lorenzo che, mentre cammina, vede Pietro baciare Cristina, proprio in quel momento Lorenzo inciampa e, cadendo, sbatte la testa perdendo i sensi.
- Altri interpreti: Lucia Ricalzone (Anita, nonna di Nicola), Tiziano Scirè (Nicola), Dario Tacconelli (Alberto), Samuele Rea (Malvivente), Leonardo Carducci (Malvivente), Raffaele Proietti (Carlo Ciaschetti), Francesca Romana Pellegrini (Olly da piccola)
- Ascolti: telespettatori 3 408 000 – share 21,30%[7].

## Fuori dal mondo
- Diretto da: Francesco Vicario
- Scritto da: Edoardo A. Gino, Umberto Gnoli

### Trama
Suor Costanza va a Roma, inciampa e si fa male quindi La Casa del Sorriso la ospita per un po'. Anche se Suor Costanza racconta di essere inciampata alla stazione ferroviaria, Azzurra chiama il servizio ambulanze e scopre che in realtà è inciampata a Piazza San Gregorio, tentando di capire perché ha mentivo va lì, scopre che è stata nel convento della Santissima Addolorata, e che voleva parlare con una novizia, Isabella, che Suor Costanza aveva conosciuto a un ritiro a Spello. Lorenzo dopo la botta in testa a causa della caduta, ha rimosso il bacio tra Pietro e Cristina, quest'ultima per adesso preferisce approfittare della cosa in modo che la relazione tra lei e Pietro resti segreta, quest'ultimo però trova fastidioso che lei non voglia che Lorenzo lo sappia. Azzurra parla con Isabella la quale le rivela che il suo ex fidanzato, Claudio Saporito, è un avvocato che lavora per la criminalità organizzata, quando lo conobbe non lo sapeva, tentò di lasciarlo ma lui iniziò a perseguitarla, è per questo che è diventata una novizia: una volta che sarà una suora Claudio non potrà più darle il tormento. Azzurra tenta di far capire a Isabella che la paura verso Claudio non può diventare un pretesto per farsi suora, la vocazione deve essere motivata dall'amore. Olly è a disagio, da quando ha iniziato a rievocare i ricordi inerenti alla propria infanzia è diventata ansiosa e distratta, fatica anche a dormire, risveglia un ricordo dove lei, di prima mattina, cercava il padre in casa, ma non lo trovava, ricevette poi una visita da una suora che era venuta lì per informarla della morte del genitore. Melody e Corrado decidono di andare a cena insieme, Azzurra presta a Melody l'abito che lei indossò quando uscì con Guido la prima volta: la serata è un disastro perché il ristorante in cui dovevano andare ha preso fuoco, e Corrado ha avvertito un prurito insopportabile perché aveva le pulci, tuttavia Melody e Corrado si scambiano il loro primo bacio. Suor Costanza esorta Azzurra e lasciare in pace Isabella, non ritenendo giusto avvertire la madre superiora per paura che possano allontanare Isabella dal convento se scoprisse la verità su Claudio mettendo così in discussione la sua scelta di diventare una novizia. Infatti anche se le motivazioni di Isabella forse non sono giuste, senza la protezione del convento potrebbe non essere al sicuro da Claudio. Isabella va a trovare Azzurra e Suor Costanza alla casa-famiglia per informarle che denuncerà Claudio, non vuole più nascondersi, per quanto riguarda il noviziato è ancora indecisa se portarlo a termine o interromperlo, per adesso non ha ancora preso una decisione. Cristina confessa a Pietro che il motivo per cui non se la sente di rivelare a Lorenzo della loro relazione è perché si è spaventata quando Pietro le aveva rivelato il suo amore per lei, nessun ragazzo lo aveva mai fatto. Pietro e Cristina si baciano, Lorenzo li guarda di nascosto, adesso ricorda che anche quell'occasione, poco prima di sbattere la testa dopo che era inciampato sul monopattino di Giulia, li aveva visti baciarsi, infine Cristina e Pietro gli rivelano che ora stanno insieme.
- Special guest star: Valeria Fabrizi (Suor Costanza)
- Altri interpreti: Roberta Filannino (Isabella), Rossella Indraccolo (Madre superiora nel Convento), Francesca Romana Pellegrini (Olly da piccola)
- Ascolti: telespettatori 3 909 000 – share 21,30%[8].

## Mai abbastanza
- Diretto da: Francesco Vicario
- Scritto da: Silvia Leuzzi, Anna Bottino

### Trama
Melody si assenta per un po' di giorni dato che è andata a fare una gita in montagna con Corrado, intanto La Casa del Sorriso riceve l'inaspettata visita di Rosa, è venuta a trovare sua sorella Azzurra e non è sola, con lei c'è il suo nuovo fidanzato Federico e della piccola Caterina: è da due anni che è in affido sotto la tutela di Rosa, ma ora si sta aprendo la possibilità di poterla adottare a titolo definitivo, e le piacerebbe se Lorenzo possa darle una mano, lui accetta volentieri avendo da subito preso Rosa in simpatia. Azzurra chiede a Cristina di occuparsi di Caterina, infatti vuole conoscere meglio Federico, lo vede rispondere a una telefonata ricevuta da una donna, si danno appuntamento a Gianicolo. Azzurra e Lorenzo lo seguono e lo sorprendono a baciare una donna, scoprono che tradisce Rosa. Lorenzo ritiene giusto che Rosa lo sappia, non vuole che Caterina venga data in affidamento a una famiglia non stabile; Azzurra è indecisa, non vuole che l'infedeltà di Federico pregiudichi la possibilità che Rosa possa adottare Caterina, da quando si prende cura della bambina non ha mai visto Rosa così felice. Cristina non riesce ad andare d'accordo con Caterina, infatti non ha pazienza ed è convinta che non ha le capacità per essere una brava madre, i bambini non le piacciono. Quando Azzurra confessa a Rosa che Federico la tradisce con un'altra, Rosa le chiede di non intromettersi, non vuole il suo aiuto anche perché Azzurra è sempre stata una figura assente nella propria vita. Lorenzo trova sospetto che Rosa non fosse arrabbiata tanto per il tradimento quanto per il fatto che Azzurra lo avesse scoperto, lui e Azzurra fanno delle indagini su Federico e scoprono che era stato accusato di frode, Rosa era il suo avvocato difensore, e in una foto del processo si può vedere la donna con cui Federico tradisce Rosa. Azzurra pretende la verità da Federico il quale le spiega che lui e Rosa non stanno insieme, la donna che aveva baciato a Gianicolo è la sua vera fidanzata, era stato accusato di frode ma poi è stato prosciolto dall'imputazione, Rosa era il suo avvocato, aveva accumulato dei debiti con il processo e doveva anche pagare Rosa, ma quest'ultima era disposta a difenderlo gratuitamente a patto che si fingesse il suo fidanzato. Rosa spiega ad Azzurra che non era sua intenzione affezionarsi a Caterina, ma ormai la ama troppo, desidera adottarla, ma il sistema non aiuta le donne single, ha messo Federico della posizione di fingersi il suo fidanzato sperando che avrebbe avuto maggiori possibilità di ottenere la custodia di Caterina. Azzurra tenta di convincerla a ritornare sui suoi passi, quello che sta facendo è un imbroglio e Azzurra non vuole coprire le sue bugie. Rosa le fa notare che lei ha avuto una figlia, ha pure sposato Guido e insieme hanno adottato Davide, e anche quando loro due sono morti ha trovato la sua vocazione diventando una suora: Azzurra ha sperimentato tutte le gioie che la vita le ha offerto, mentre Rosa ha soltanto Caterina, e rischia di perderla. Azzurra tenta di farla ragionare, prima o poi i servizi sociali scopriranno l'imbroglio e a quel punto Rosa non rivedrà più Caterina. Quest'ultima intanto fatica a dormire, Cristina la aiuta a calmarsi recitandole un filastrocca, Caterina a quel punto abbraccia Cristina, la quale per la prima volta capisce di avere l'istinto materno. Pietro tenta di convincerla a tenere la bambina, promettendole che le darà una mano e le dice di essere anche disposto a rimandare di un altro anno il concorso per diventare carabiniere. Cristina apprezza la sua gentilezza, ma non vuole che lui lo faccia poiché non deve rinunciare alle proprie ambizioni per lei e sua figlia. Melody torna dalla gita in montagna e anche se Cristina è indecisa se tenere o meno la bambina, le regala la tutina che aveva comprato per il suo bambino quando era incinta e che custodiva tanto gelosamente, per la piccola in arrivo. Rosa lascia La Casa del Sorriso con Caterina, ha deciso di fare domanda di adozione come donna single, lei e Federico hanno messo fine alla messinscena, ammette che ammira sua sorella perché, nonostante tutto il dolore che ha patito, lei ha trovato la forza di aiutare le ragazze della casa-famiglia, Lorenzo inoltre raccomanderà positivamente Rosa al giudice, così le possibilità che Rosa possa adottare Caterina andranno a suo favore. Rosa va via dopo aver abbracciato con affetto e gratitudine Azzurra e Lorenzo.
- Special guest star: Neva Leoni (Rosa Francini)
- Altri interpreti: Sebastiano Kiniger (Federico de Santis), Vittoria Rossoni (Caterina), Francesca Romana Pellegrini (Olly da piccola)
- Ascolti: telespettatori 3 484 000 – share 22,90%[8].

## Omnia vincit amor
- Diretto da: Francesco Vicario
- Scritto da: Umberto Gnoli

### Trama
Alessia affida per pochi giorni il piccolo Elia alla casa-famiglia, il suo patrigno Giordano (avvocato di professione) vuole la custodia legale, anche perché la moglie Livia è tornata con il suo ex Danilo. Livia e Danilo sono i genitori di Elia, il padre del bambino è uscito dal carcere dopo aver scontato una pena per spaccio, in effetti era Giordano il suo avvocato difensore, si era innamorato di Livia e poi si sono sposati, tuttavia ora che Danilo ha scontato la sua pena Livia è tornata con lui e adesso convivono. Lorenzo non è a favore della relazione tra Pietro e Cristina, teme che il figlio per starle dietro perda di vista i propri obiettivi, decide quindi di farli lasciare, ma usando un approccio più indiretto: chiede ai due di svolgere un test di affinità per coppie composto da varie domande, anche Melody e Corrado si offrono per il test. Già all'inizio Cristina, diversamente da Pietro, era restia a fare il test, che poi non fa altro che evidenziare quanto lei e Pietro sono diversi, infatti non credono negli stessi valori, al contrario Melody e Corrado hanno una compatibilità assoluta dato che hanno dato le stesse risposte. Lorenzo e Azzurra vanno a casa di Livia e Danilo i quali non sono interessati all'affido di Elia, tuttavia Azzurra nota qualcosa di strano, Livia fa solo finta di essere indifferente verso Elia, mentre Danilo accusa Giordano di averlo imbrogliato. Azzurra litiga con Lorenzo avendo capito che il test di affinità era un pretesto per mettere Pietro e Cristina nella posizione di porre fine alla loro relazione, infatti Lorenzo ritiene che sono troppo giovani, e con la figlia di Cristina in arrivo questa relazione potrebbe compromettere entrambi. Anche se Azzurra è della convinzione che l'amore è più forte di tutto Lorenzo non la pensa come lei perché l'amore è debole davanti ai problemi quotidiani, alla dura realtà, alla frustrazione e alla morte (chiaro riferimento al proprio matrimonio) non vuole che Pietro stando con Cristina prenda delle scelte avventate. Lorenzo tenta di sbloccare altri ricordi di Olly, lei infatti rammenta che poco prima di morire suo padre non lavorava più, lo vedeva poco felice e sempre più distante. Azzurra vede Elia in possesso della collanina che prima era al collo di Livia, è stata lei a dargliela, era venuta di nascosto alla casa-famiglia per vedere Elia, questa è la prova che non è vero che non le importa nulla del figlio. Azzurra e Lorenzo vogliono dei chiarimenti da parte di Giordano, infatti Danilo aveva affermato che egli lo aveva tradito, a quel punto lui ammette che la sua storia con Livia non era iniziata dopo l'arresto di Danilo, bensì quando era lui era ancora il suo cliente, ma giura di aver fatto tutto quello che era in suo potere per evitargli il carcere, ma se si venisse a sapere che era stato con la fidanzata di un suo assistito Giordano rischia di essere radiato dall'albo. Azzurra parla con Livia e lei le confessa che Danilo sapeva che Livia lo tradiva con Giordano, ha delle prove e non avrebbe esitato a usarle contro di lui per distruggergli la carriera, Livia è tornata a vivere con Danilo prestandosi al suo ricatto solo per impedirgli di danneggiare Giordano. Azzurra esorta Livia ad affrontare il problema al fianco di Giordano, il loro amore può vincere anche contro questo ostacolo. Olly intanto durante un'altra seduta con Lorenzo ricorda gli ultimi istanti passati con il padre, l'aveva messa a dormire e le aveva rimboccato le coperte dicendole che lei era la persona che più amava, Olly si mette a piangere capendo che era un addio, lui ha commesso suicidio, per quanto volesse bene a Olly non ha trovato la forza di continuare a vivere. Nonostante la poca compatibilità che è emersa nel test di Cristina e Pietro, loro due vogliono continuare a stare insieme, Lorenzo a quel punto parla con Cristina ammettendo che è orgoglioso di lei, è diventata una persona migliore da quando La Casa del Sorriso l'ha accolta, tuttavia le fa capire che il problema di Pietro è che lui non sa mettersi al primo posto, si sacrifica per le persone che ama. Non vuole chiederle di lasciarlo, ma ormai Pietro è ossessionato dal fare di Cristina e della bambina la sua priorità, lui non la lascerà mai tuttavia di questo passo Pietro non riuscirà più a inseguire i propri obiettivi. Azzurra non nasconde le sue preoccupazioni per Melody, il test con Corrado ha ottenuto un'alta compatibilità ma solo perché lei ha dato volutamente le stesse risposte di Corrado in modo da illudersi che loro due siano perfetti insieme, ma è evidente quanto siano diversi, non condividono le stesse passioni e mentre Corrado vuole pochi figli e non vede nel matrimonio una priorità, Melody al contrario desidera sposarsi e avere una famiglia numerosa. Azzurra tenta di farle capire che, anche se Sandrino e Corrado sono diversi, se lei vivrà solo in funzione di ciò che vuole quest'ultimo, la loro relazione non sarà diversa da quella con Sandrino. Livia e Giordano vanno alla casa-famiglia a riprendersi Elia il quale è felicissimo di vederli, sono tornati insieme, se Danilo lo denuncerà Giordano affronterà la causa legale, anche nella peggiore delle possibilità accetterà qualunque conseguenza pur di stare con Livia. Sebbene Pietro doveva studiare per l'esame da carabiniere, propone invece a Cristina una giornata al mare con lui, a quel punto la ragazza capisce che Lorenzo ha ragione, Pietro per starle accanto sta rinunciando ai suoi obiettivi, e quindi lo lascia dopo avergli rivelato che intende dare la bambina in adozione. Lorenzo scrive una relazione su Cristina dichiarando che La Casa del Sorriso non è stata in grado di seguirla nel suo percorso riabilitativo e che quindi la cosa migliore è disporne l'allontanamento, tuttavia invece che inviare la relazione per ora preferisce solo salvarla su un file.
- Altri interpreti: Emanuele Turetta (Giordano), Alice Silvestrini (Livia), Mauro Ferrari (Danilo Fabbri), Raffaele Proietti (Carlo Ciaschetti), Andrea Gandolfo Pompei (Elia Fabbri), Francesca Romana Pellegrini (Olly da piccola)
- Ascolti: telespettatori 3 518 000 – share 18,80%[9].

## Tra bianco e nero
- Diretto da: Francesco Vicario
- Scritto da: Alessandro Zullato

### Trama
Francesco Vicarello, un uomo dall'aspetto trasandato, giunge alla casa-famiglia chiedendo a Lorenzo e Azzurra di aiutarlo a trovare il figlio Andrea, da bambino La Casa del Sorriso lo aveva ospitato dopo che Francesco rinunciò a lui, aveva problemi di alcolismo e quindi si allontanò da Andrea, ma adesso vorrebbe rivederlo. Lorenzo purtroppo non può aiutarlo, tutte le informazioni su Andrea sono riportate sui fascicoli, ma era Serena a occuparsene. Lorenzo è convinto che Francesco non abbia raccontato tutta la verità, se il tribunale non gli ha mai detto dove fosse andato a vivere Andrea significa che Francesco ha fatto qualcosa di grave. Corrado prepara Melody per la deposizione in tribunale, così che Sandrino venga perseguito a norma di legge per ciò che le ha fatto, mentre Giulia, vedendo suo fratello affranto per la rottura con Cristina, fa in modo che Paola gli dia una mano per l'esame da carabiniere. Olly, che aveva sentito Francesco parlare con Azzurra e Lorenzo, decide di consultare il vecchio archivio, risale alla pratica di Andrea e scopre che è stato adottato dalla famiglia Giuffrida. Quando Cristina fa notare ad Azzurra che Olly si comporta in maniera strana, decide di seguirla scoprendo che ha rintracciato Andrea, parlando con lui Olly scopre che Francesco causò un incendio a causa del quale Andrea ha riportato ustioni alla mano destra (ecco perché il tribunale non ha dato a Francesco informazioni sulla famiglia adottiva del figlio). Olly per ora preferisce tenere Andrea lontano da Francesco, non ritiene che quest'ultimo meriti un'altra possibilità. Olly confessa ad Azzurra che ha rievocato un ricordo della propria infanzia, il giorno in cui venne a sapere della morte del padre Olly fu ospite di una casa-famiglia chiamata Il Girasole, la cosa strana è che era già tutto pronto quando le diedero ospitalità, come se si aspettassero il suo arrivo. Azzurra porta Olly alla casa-famiglia che la ospitò dopo la morte del padre Carlo, lì trova la pratica sul suo caso, scoprendo che era stata avviata una settimana prima della morte del genitore: Carlo aveva già deciso di abbandonare Olly, chiaramente a causa delle sue manie depressive aveva già premeditato di togliersi la vita. Lorenzo ha visto quanto Pietro e Cristina stanno soffrendo da quando si sono lasciati, inizia a capire che è stato un errore condizionare Cristina affinché rompesse con Pietro. Lorenzo confessa al figlio che lui e Serena erano diversi, lei era cresciuta in una casa-famiglia, e non condivideva il fatto che dedicasse tante energie a dirigere La Casa del Sorriso, ma Lorenzo la amava e questa era la cosa più importante. Paola cerca di baciare Pietro, ma lui la tiene a distanza, ama solo Cristina perché da quando l'ha conosciuta non è stato più capace di fare a meno di lei. Cristina, che era lì nascosta, ha ascoltato le sue bellissime parole. Olly è arrabbiata ritenendo che Carlo non l'abbia amata abbastanza da evitare il suicidio, Azzurra però le confessa che quando diede alla luce Emma, abbandonarla è stato l'errore più grande della sua vita, ma il legame che c'è tra un genitore e un figlio è qualcosa che non può essere spezzato. Olly organizza un incontro tra Francesco e Andrea, e i due si abbracciano dopo tanto tempo. Corrado porta Melody in tribunale, Sandrino prova a parlarle ma lei preferisce non rivolgergli la parola, infine il processo volge a favore di Melody. Cristina vede nel computer di Lorenzo il file su di lei, leggendo la relazione da lui scritta dove chiede che La Casa del Sorriso disponga il suo allontanamento. Cristina ci rimane malissimo, proprio quando Lorenzo voleva convincerla a tornare con Pietro, lei mette in chiaro che non è sua intenzione rimettersi con suo figlio, ma non ha lasciato Pietro per fare un favore a Lorenzo, ma solo perché sentiva che era la cosa giusta. Cristina telefona a Matteo, vuole tornare con lui, non si sente più a suo agio a vivere nella casa-famiglia. 
- Altri interpreti: Ignazio Oliva (Francesco Vicarello), Edoardo Coen (Sandrino Rufo), Domenico Columbro (Andrea Vicarello), Francesca Iasi (Impiegata al vecchio convento di Olly), Chloe Aquino (Mia, bambina al vecchio convento di Olly), Francesca Romana Pellegrini (Olly da piccola)
- Ascolti: telespettatori 3 101 000 – share 19,90%[9].

## La seconda della lista
- Diretto da: Francesco Vicario
- Scritto da: Silvia Leuzzi

### Trama
Cristina esce di prima mattina per incontrarsi con Matteo, vuole scappare con lui, quando nascerà la bambina la darà via. Matteo afferma di avere un lavoro da portare a termine, quindi chiede a Cristina, almeno per il momento, di rimanere alla casa-famiglia. Lorenzo e Azzurra vedono Cristina a La Piazzetta che parla con una sua conoscente, una giovane ragazza di nome Flavia, vivevano insieme alle casa occupate, arriva poi un uomo che porta via Flavia da lì con prepotenza. Corrado spiega a Melody che tra poche settimane si trasferirà a Boston, gli hanno offerto un lavoro in un prestigioso studio legale, desidera che Melody venga a vivere con lui, la ragazza accetta con gioia, anche se Azzurra è preoccupata per lei, Melody abbandonerà tutto quello che ha per seguire Corrado negli Stati Uniti. Azzurra riceve una telefonata dal ginecologo di Cristina, c'è un distacco della placenta, quindi Cristina deve rimanere a letto per non mettere in pericolo la gravidanza, e Pietro si occupa di lei accudendola. Lorenzo e Azzurra sono preoccupati per Flavia, vanno a trovarla nelle case occupate scoprendo che divide l'appartamento con un'altra ragazza, Martina Cecconi, quando la vede Lorenzo reagisce in maniera strana, tuttavia lui e Azzurra sono costretti ad andarsene dato che l'uomo che prima aveva portato via Flavia dal bar li manda via. Azzurra, parlando con Martina, scopre che quest'ultima conosce Suor Angela, è evidente che lei e Fabiana hanno un problema ma non vogliono parlarne. Lorenzo spiega ad Azzurra che Martina ha qualcosa di famigliare. Melody e Corrado vanno a cena con Roberto, collega che prima di lui ha lavorato a Boston nello studio legale, Melody conosce la moglie Elena la quale le rivela che, benché Boston sia una bella città, Roberto era sempre assorbito dal lavoro, il loro rapporto era diventato inesistente. Melody, anche se cerca di nasconderlo, inizia a nutrire delle preoccupazioni, lei e Corrado una volta che si saranno trasferiti a Boston, passeranno pochissimo tempo insieme, tuttavia è disposta a fare questo sacrificio pur di non perderlo. Corrado non vuole rinunciare al suo trasferimento a Boston, questa è la grande occasione della propria carriera, ma inizia a capire che non sarebbe corretto pretendere che Melody debba rinunciare alla sua vita per lui: Lorenzo gli fa notare che Melody è pronta a sacrificarsi per il bene della loro relazione, chiedendo a Corrado se, a ruoli invertiti, sarebbe disposto a farlo anche lui. Azzurra scopre dal medico che Cristina sta benissimo, era stato solo un equivoco, ma lei decide di non dirle niente sperando che lei e Pietro si rimettano insieme, tuttavia Cristina scopre l'inganno dato che il medico le ha telefonato dicendole la verità, ma decide di sorvolare anche perché le piace farsi accudire da Pietro. Azzurra chiede a Suor Angela qualche informazione su Flavia e Martina, scopre infatti che fanno parte di un giro di prostituzione minorile, Suor Angela ha raccolto delle deposizioni e a breve ci sarà un processo a carico degli uomini che le costringono a prostituirsi. Lorenzo dà una brutta notizia ad Azzurra: ha saputo da Alessia che Martina è ricoverata in ospedale, ha subito un violento pestaggio, non si risveglia. Lorenzo spiga ad Azzurra che adesso si è ricordato di Martina, in effetti ha un suo fascicolo perché La Casa del Sorriso avrebbe dovuto darle ospitalità, tuttavia c'era un solo posto disponibile e venne assegnato a Cristina. Flavia racconta ad Azzurra che lei e Martina avevano iniziato a prostituirsi per divertimento, in modo da guadagnare un po' di soldi, ma gli uomini per cui lavoravano ormai non facevano che tenerle sotto controllo, si sentivano prigioniere, Martina si stava stancando di questo stile di vita, desiderava smetterla, e quindi è stata punita, infatti l'hanno ridotta così. Flavia non intende denunciare gli aggressori di Martina, dopo quello che è accaduto all'amica non vuole mettersi nei guai con loro. Azzurra rimane in ospedale a vegliare su Martina, si sente in colpa perché, se non avesse convinto Cristina a tornare alla casa-famiglia, avrebbero potuto ospitare lei, viene poi raggiunta da Lorenzo che le fa capire che purtroppo non possono salvare tutti, ciò che possono fare è sempre poco ma non significa che non abbia importanza, e se non avesse riportato Cristina alla casa-famiglia forse lei avrebbe fatto la stessa fine di Martina. Giulia fa degli incubi su una strega nera, Olly vedendola agitarsi nel letto aiuta la bambina a tranquillizzarsi, Giulia apprezzando la sua gentilezza abbraccia Olly la quale dorme con lei, sta imparando a vincere la sua paura del contatto fisico. Corrado, prendendo coscienza che non è capace di anteporre il bene di Melody alla propria carriera, decide di lasciarla, Melody tenta di convincerlo a cambiare idea dato che desidera soltanto stare con lui, ma Corrado le fa capire che è proprio questo il suo problema: lei si ostina a sacrificare sempre le proprie necessità per adattarsi all'uomo che le sta accanto, se vivesse a Boston tutta la sua esistenza ruoterebbe solo attorno a Corrado perdendo tutto quello che ha, praticamente commetterebbe lo stesso errore che ha fatto con Sandrino. Corrado pone fine alla loro relazione perché ha capito che Melody deve trovare il proprio percorso e non aggrapparsi a lui. Suor Angela informa Azzurra che la polizia ha eseguito degli arresti, coloro che gestivano il giro di prostituzione femminile, il merito è stato di Flavia che ha cambiato idea e ha denunciato quelle persone, inoltre Martina si è svegliata, è fuori pericolo. Azzurra, nello studio di Lorenzo, vede sul computer la relazione che lui aveva scritto su Cristina scoprendo che desiderava mandarla via dalla casa-famiglia.
- Special guest star: Elena Sofia Ricci (Suor Angela)
- Altri interpreti: Fiamma Parente (Flavia), Greta Gasbarri (Martina Cecconi), Giorgio Belli (Matteo), Caterina Corbi (Elena)
- Ascolti: telespettatori 3 941 000 – share 20,90%[10].

## Nella mente e nel cuore
- Diretto da: Francesco Vicario
- Scritto da: Umberto Gnoli

### Trama
Azzurra si arrabbia con Lorenzo per la relazione che aveva scritto su Cristina, intuisce che è stato lui a forzarla a lasciare Pietro. Lorenzo sa di aver sbagliato, e infatti non ha inviato quella relazione, ma questo non basta a placare la rabbia di Azzurra. Mentre Suor Angela va in carcere, una delle guardie penitenziarie è costretta a perquisirla, hanno ricevuto una segnalazione, e nella tonaca trovano cinque grammi di cocaina. Suor Angela viene sospesa, il PM per ora non la denuncerà, confessa ad Azzurra e Lorenzo che la segnalazione era stata fatta da Luisella, una detenuta a cui Suor Angela ha fatto togliere il figlio dal momento che lei faceva uso di droghe, Suor Angela va sempre in carcere con la metropolitana, probabilmente è lì che le hanno messo la cocaina addosso. Pietro si sta preparando per l'esame scritto e poi per quello orale, se lo supera verrà trasferito a Mantova, intanto Cristina è pronta a fuggire con Matteo, ma lui le chiede un favore: gli serve il codice IBAN di Suor Angela. Cristina capisce che lui è complice delle persone che le hanno messo la droga addosso, Matteo le promette che non accadrà nulla di male a Suor Angela, al massimo verrà solo trasferita in un altro convento. Suor Angela cerca di convincere Azzurra a essere meno severa con Lorenzo, perché anche Azzurra ha sbagliato con Cristina, sia lei che Lorenzo hanno usato la manipolazione seppur per due motivi diversi: Lorenzo per dividerla da Pietro, e Azzurra per forzarla a stare con lui. Suor Angela rimane colpita dalla cappella che Cristina sta dipingendo, e dato che le serve una mano si offre di acquistare quello che le serve dalla coloreria, fa un bonifico tramite cellulare e così Cristina ricopia il codice e lo dà a Matteo. Lorenzo, di prima mattina, vede che Cristina gli ha lasciato una lettera, è scappata, infatti era andata via la sera prima. Matteo viene ben ricompensato per il lavoro svolto, infatti le persone per cui lavora hanno fatto un bonifico di ventimila euro sul conto di Suor Angela, ciò è sufficiente per farla incriminare per traffico di droga. Azzurra capisce che Cristina è coinvolta avendola vista vicina al cellulare di Suor Angela in cappella, ora Lorenzo ha capito che la mente dietro tutto è Matteo, lui lavora con la criminalità di quartiere, Suor Angela è diventata per loro troppo fastidiosa e quindi volevano sbarazzarsi di lei mettendola nei guai. Pietro sostiene l'esame scritto e lo supera, mentre Azzurra va a cercare Cristina e, deducendo che sia allo studio del ginecologo, la trova lì. Azzurra le fa capire che, benché Lorenzo abbia sbagliato, anche lei ha commesso degli errori con Cristina, non doveva manipolarla, ma solo starle accanto e amarla quando Cristina avrà bisogno di conforto. Melody manda un messaggio sul cellulare di Cristina dicendole sente la sua mancanza, a quel punto Cristina torna alla casa-famiglia venendo abbracciata da Melody e Olly. Giulia scrive un tema su suo padre, in un primo momento Lorenzo, troppo stressato per gli ultimi avvenimento, preferisce ignorarla, ma subito dopo decide di leggerlo scoprendo quanto sia grande la stima che Giulia prova nei suoi confronti, dove lo descrive come un uomo che aiuta ragazze sole senza famiglia. A Cristina le si rompono le acque, è un parto prematuro, Lorenzo, Pietro e Azzurra la portano in ospedale, nasce così la sua bambina, e Cristina impara subito ad amarla. Luisella ha ritirato le accuse contro Suor Angela, infatti ha ricevuto delle foto del suo bambino il quale vive con la sua nuova famiglia adottiva, implicitamente Suor Angela deduce che è stata Azzurra a mandare a Luisella quelle foto. Quest'ultima non smetterà di odiare Suor Angela per averle portato via il figlio, ma in quelle fotografie è evidente quanto lui adesso sia felice. Matteo telefona a Cristina, non desidera conoscere la bambina, ma solo uccidere Suor Angela, infatti ora che non stati in grado di farla incriminare è necessario cambiare piano ma gli serve l'aiuto di Cristina. Quest'ultima chiede a Suor Angela di raggiungerla sotto a un cavalcavia, una volta giunta lì Matteo tenta di investirla con un'auto ma arriva la polizia che salva Suor Angela mentre Matteo viene arrestato, infatti Cristina con l'aiuto di Azzurra e Lorenzo gli ha teso una trappola. Proprio quando Pietro si appresta a tenere l'esame orale viene raggiunto da Cristina che gli confessa il suo amore davanti a tutti e i due si baciano con i presenti che applaudono. Il tribunale ha deciso di estendere l'abilitazione per La Casa del Sorriso di un altro anno, Lorenzo ha capito che Melody è ancora giù di morale per la rottura con Corrado, comprende i suoi sentimenti perché anche lui, per molto tempo, è stato infelice ma poi ha imparato a misurare la sua vita su ciò che ha e non su quello che ha perso, e adesso Melody può dedicare il suo tempo a capire che persona desidera diventare e in ogni caso lei appartiene alla casa-famiglia, può restare quanto vuole. La Casa del Sorriso accoglie la bambina di Cristina, infatti non vuole più darla in adozione, e rivela a Lorenzo il nome che ha scelto per lei: Serena (come la defunta moglie). Dato che alla casa-famiglia serve del denaro, iniziano a promuoverla con della pubblicità e dunque Azzurra, Lorenzo, Pietro, Giulia, Olly, Melody, Cristina e la piccola Serena si fanno scattare una foto tutti insieme.
- Special guest star: Elena Sofia Ricci (Suor Angela)
- Altri interpreti: Giorgio Belli (Matteo), Giulia Eugeni (Luisella)
- Ascolti: telespettatori 3 279 000 – share 22,90%[10].